# メンフィス (エジプト)
座標: 北緯29度50分40.8秒 東経31度15分3.3秒 / 北緯29.844667度 東経31.250917度

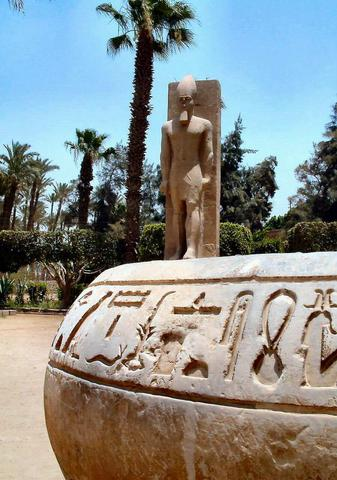
メンフィス

メンフィス (アラビア語: منف Manf  発音 [mæmf]; ギリシア語: Μέμφις) とは、現代で言うエジプト・アラブ共和国北東部の都市ギーザの20キロメートル南、現在のミート・ラヒーナ近郊に位置する古代都市の遺跡である。かつての下エジプト第1州イネブ・ヘジ（Aneb-Hetch、Ineb-Hedj）の首都であり、古王国時代にはエジプトの首都でもあった。
古代エジプトの歴史家マネトによって伝えられた伝説によると、この都市はメネス王によって建設された。古王国時代、エジプトの首都であり、古代の地中海の歴史を通じて重要な都市であり続けた。メンフィスはナイル川河口付近のデルタ地帯という戦略的要衝に形成された都市であり、各種の社会生活の拠点として栄えていた。メンフィスの主たる港であるペル・ネフェル（Peru-nefer）には数多くの工房、工場、倉庫が存在し、王国全体に食料や商品を流通させていた。その黄金時代の間、メンフィスは商業、貿易、宗教の地域的中心地として繁栄した。
メンフィスは職人の守護神プタハの加護の下にあると信じられていた。その偉大な神殿、フウト・カ・プタハ（Hut-ka-Ptah プタハ神の魂の館）は、この都市で特に有名な建造物の1つであった。古代ギリシア人達は、この神殿の名称をアイギュプトス（Aί γυ πτoς (Ai-gy-ptos)）とギリシア語訳しており、これがやがてエジプト全体の呼称ともなり、後に英語のEgypt（エジプト）等、他の欧州語におけるエジプトの語源となった。
メンフィスの歴史は古代エジプトの歴史と密接に関係している。メンフィスは最終的に、同じくナイル川のデルタ地帯で、かつ、地中海沿岸でもある位置に形成された都市であるアレクサンドリアの発展によって、古代末期にその経済的重要性を喪失したために滅亡したと考えられている。その宗教的重要性もまた、テッサロニキ勅令以後古代の信仰が放棄されるにつれて失われた。
このかつての首都の遺跡は、その過去について断片的な証拠を提供している。これらはギーザのピラミッド群と共に世界遺産として1979年から保存されている（メンフィスとその墓地遺跡）。遺跡は野外博物館として一般公開されている。

## 地名
| mn · n | nfr | f · r | O24 | niwt |

| mn · n | nfr | f · r | O24 | niwt |

メンフィスはその四千年に及ぶ歴史の中で複数の名前で呼ばれた。古代エジプト語の名前はイネブ・ヘジ（Aneb-Hetch、Ineb-Hedj）であり、「白い壁」という意味である。
メンフィスは巨大な都市であったため、都市の周辺地域や地区が繁栄するとその名称が同時代のメンフィスを指す呼称として知られるようになった。例えば、第1中間期の文書にはテティ王のピラミッドの名前からとってジェド・スト（Djed-Sut 不朽の地）と呼ばれている。
またある時期にはアンク・タウィ（Ankh-Tawy 2つの地の生命）と呼ばれていた。これは上エジプトと下エジプトの結節点にあるというその戦略的位置を強調する名前である。この名前は中王国時代（紀元前2055年頃-紀元前1640年頃）に登場し、古代エジプトの文書では頻繁に使用されている。幾人かの学者はこの名前は実際にはプタハ大神殿とサッカラのネクロポリス（墓地）の間に広がる神聖樹のある都市の西部地区の名前であるという見解を持っている。
新王国時代（紀元前1550年頃）が始まると、この都市はメン・ネフェル（Men-nefer 永遠の美）と呼ばれるようになった。この名前はコプト語ではメンフェ（Menfe）と変化する。メンフィス（Menphis Μέμφις）はこれがギリシア語に借用された名前である。この名前の大元は都市の西にあるペピ1世のピラミッドの名前である。
旧約聖書ではメンフィスはモフ（Moph）またはノフ（Noph）と呼ばれている。

## 諸元

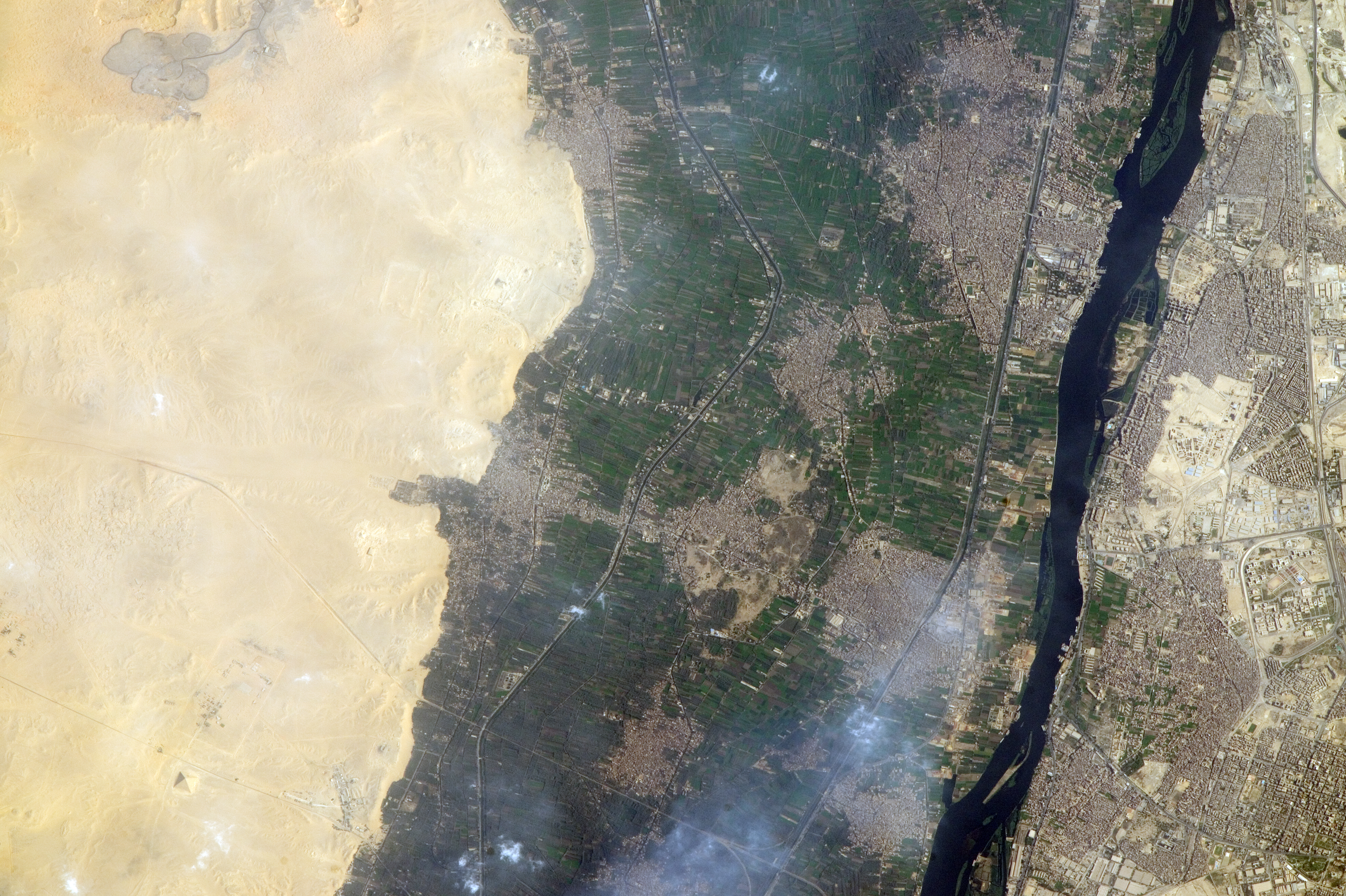
国際宇宙ステーションから見たメンフィスとサッカラのネクロポリス。

### 位置
メンフィスの市街はカイロの南20キロメートルにあり、ナイル川西岸に位置する（北緯29度50分58.8秒 東経31度15分15.4秒 / 北緯29.849667度 東経31.254278度）。カイロの南にある現代の居住地であるミート・ラヒーナ、ダハシュール、アブシール、アブ・ゴラブ、そしてザウィト・エル・アリヤーンの市街は全て歴史的なメンフィスの行政区分の内部にある。また、この都市は上エジプトと下エジプトの境界に位置していた（上エジプト第22州と下エジプト第1州の間）。

### 人口
メンフィスがあった地域は現在では無人であり、最も近い現代の町はミート・ラヒーナである。古代の推定人口は各種の資料によって大きく異なる。T.チャンドラーによれば、メンフィスの人口は30,000人であり、都市の成立から紀元前2250年頃までと、紀元前1557年から紀元前1400年にかけては、他と隔絶した規模を持つ世界最大の都市であった。K.A.バードはもっと慎重な推定値を出しており、この都市の人口は古王国時代に6,000人程であったとしている。

## 歴史

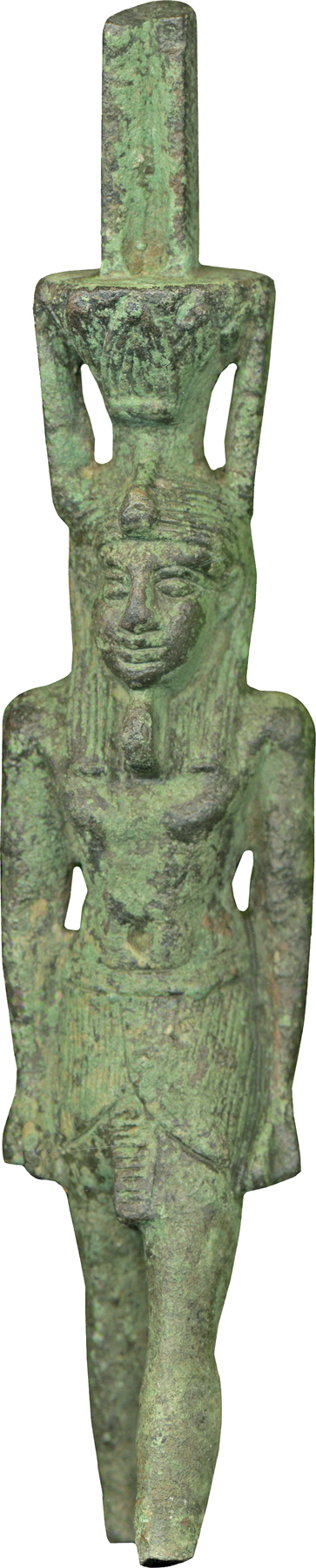
この宗教的な像は主にメンフィスで崇拝された ネフェルテム神を現す。ウォルターズ美術館

メンフィスは古王国時代を通じて首都となっていた。この都市は第6王朝の下で、創造と芸術の神プタハの信仰の中心としてその威信の頂点に達した。プタハ神殿を守るアラバスター製のスフィンクスはこの都市のかつての権力と威信の記念碑となっている。創造神プタハ、その妻セクメト、そして彼らの息子ネフェルテムからなるメンフィスの三柱の神はこの都市における信仰の中核を形成していた。
メンフィスは第18王朝によって新王国時代が始まると、テーベ市の勃興と共に政治的中枢としての機能を一部失った。そしてペルシア人の支配の時代には再びエジプトの首都となった。その後、アレクサンドリアが建設されエジプト第2の都市に転落した。アレクサンドリアはローマ帝国の統治下、最も重要なエジプトの都市であり続けた。メンフィスはフスタート（またはフォスタート）が紀元後641年に建設される頃には市街の大部分が放棄され、石材は周囲の集落で再利用された。12世紀頃まで堂々たる遺構が残されていたが、間もなく広大な敷地に建物の残骸と散乱した石が広がるだけの土地となった。

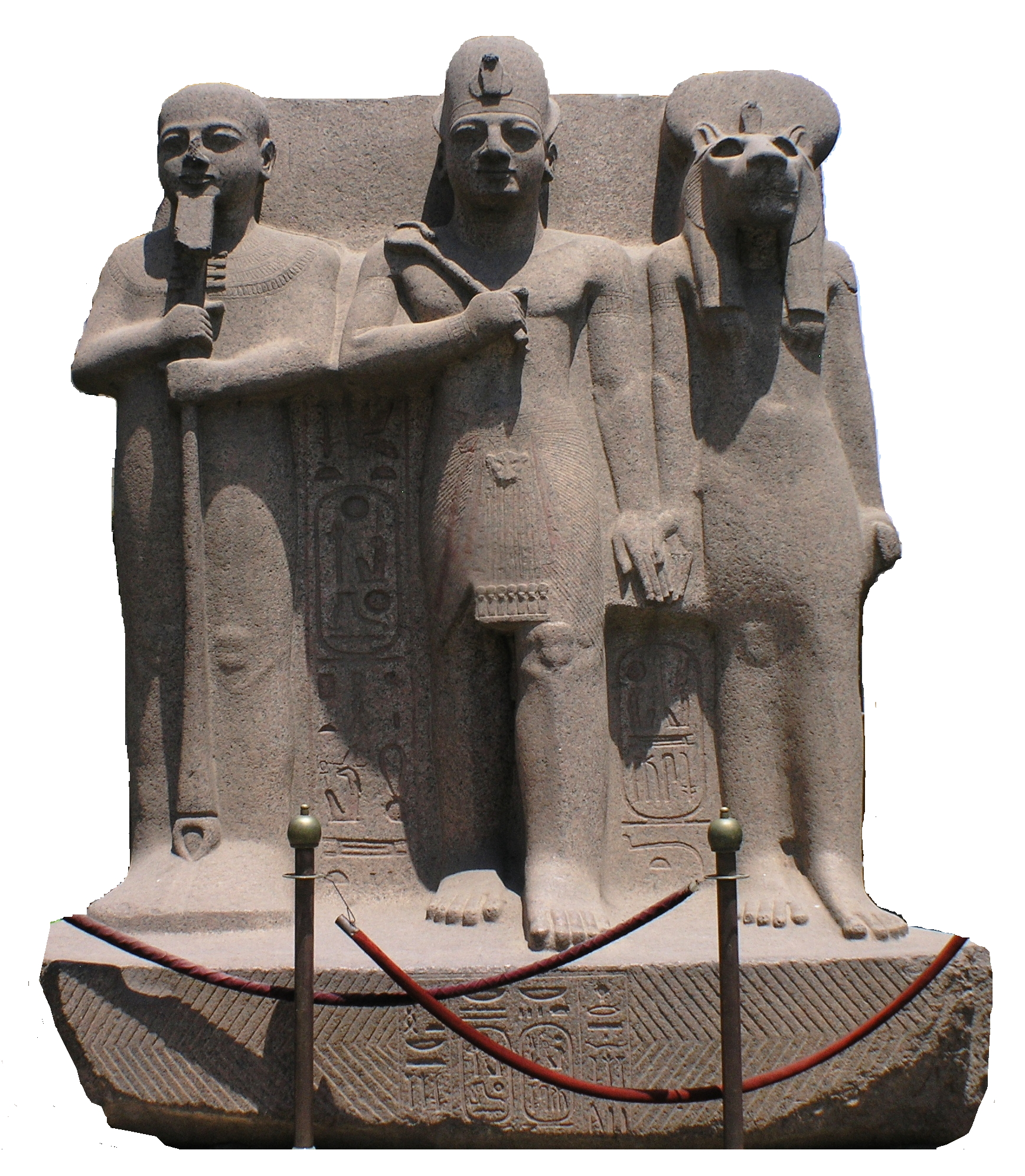
プタハ神、セクメト神と並ぶラムセス2世。

### 伝説的な歴史
マネトによって記録された伝説では、最初に上下エジプトを統一したファラオであるメネスがナイル川を堤防で迂回させ、ナイル川沿いの地にメンフィスを建設した。ギリシア人の歴史家ヘロドトスも同様の内容を残しているが、彼自身が残した記録によればヘロドトスはペルシア人の支配下にあったメンフィスに滞在しており、ペルシア人はナイル川の堤防に特に注意を払っているので、この都市は毎年のナイル川の洪水から守られているのだと記している。学術的にはメネスはローマの王ロムルスと同じように恐らく神話上の架空の王であろうと見なされている。一部の学者が主張する説では、メンフィスが統一エジプトの最初の首都であることは疑いないが、エジプトは恐らく互いに必要性に駆られて統一され、文化的な繋がりや貿易関係が強化されたのだとされている。また、多くのエジプト学者達は伝説的なメネス王を歴史上実在の確認されているナルメルと同一人物であると考えていた。ナルメルは下エジプトのナイルデルタを征服し王となったことが、ナルメルのパレットと呼ばれる遺物の中で描かれている。このパレットは紀元前31世紀頃の物であり、従ってこれはメネスによるエジプト統一の物語と結びつけられると考えられた。しかしながら、2012年に先王朝時代の王イリ・ホルがメンフィスを訪問していることを描写した碑文がシナイで発見された。イリ・ホルはナルメルよりも2代前の王であるので、ナルメルがこの都市の創設者であると言うことはありえない。

### 古王国
古王国時代のメンフィスについては僅かにしか知られていない。この都市は神の如きファラオの王国の首都であり、ファラオ達は第1王朝の時からメンフィスで国家を統治した。ただしマネトの記録に従うならばメネス王の治世初期には玉座はより南のティニスにあった。
マネトによれば、古代の記録では「白い壁」（イネブ・ヘジ）はメネスによって建設された。いくつかの文書では「白い壁の要塞」と呼ばれている。王は恐らく2つの対立していた王国から生まれた新たな統一王国をうまく統治するためにこの地を選んだのであろう。第3王朝のジェセル王のピラミッド複合体は古代のネクロポリスであるサッカラにある。この王家の葬祭殿は、王室に必要なあらゆる施設（神殿、社、法廷、王宮と兵舎）を備えていた。
その黄金時代は第4王朝と共に始まった。第4王朝ではメンフィスの王都としての主たる役割はさらに強まったと思われ、ファラオ達はこの都市で上下エジプト統一の神聖な象徴である上下エジプト王冠を授けられた。戴冠式やセド祭のような祝祭はプタハ神殿で挙行された。このようなセレモニーの最も初期の痕跡はジェセル王の間で見つかっている。
またこの時代にはプタハ神殿の神官達の影響力も拡大した。神殿の重要性はこの時代の王侯貴族の葬儀に必要な食料やその他の物資の提供によって証明されている。この神殿はパレルモ石に記録された年代記の中でも言及されており、メンカウラー王の治世から少なくてもテティ王の治世まで、2人1組で職務に当たっていたと思われるメンフィスの大司祭の名前が判明している。
この時代の建造物は第4王朝の王家のネクロポリスであるギーザで見られるものと類似しており、この地での最近の発掘で、当時の王国にとって主要な関心は王墓の建設にあったことが明らかになっている。この見解を強力に後押しするのが、第6王朝の王ペピ1世のピラミッドと一致するこの都市の名前の語源である。メンフィスは先行する時代の記念碑を多数備え、長きにわたってその芸術的、建築的な慣行を継承した。

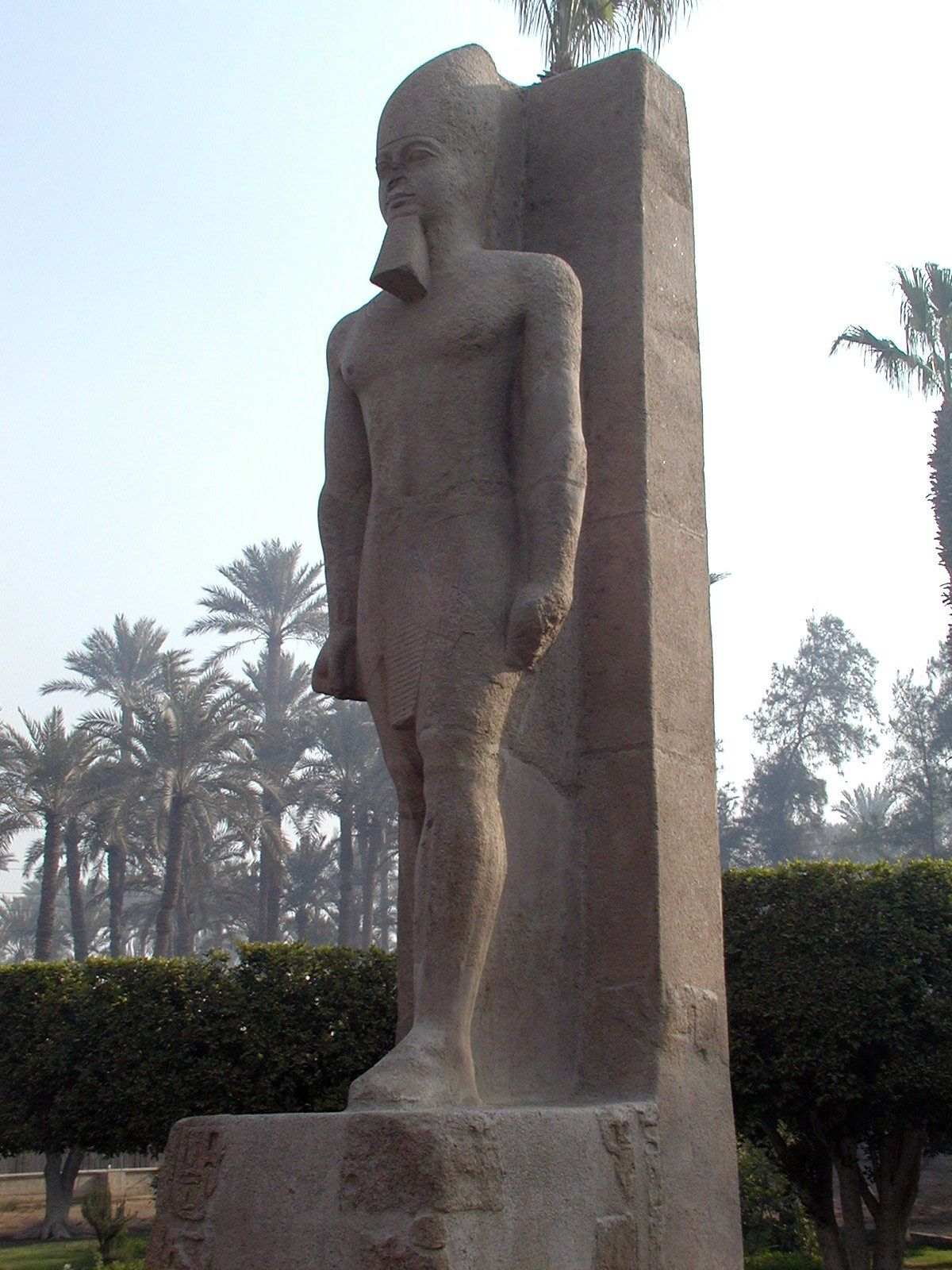
ラムセス2世の名前が上書きされた中王国時代の彫刻

これらのネクロポリスは全て、王墓建設専門の職人や労働者が居住するキャンプに囲まれていた。メンフィスはあらゆる方向に数キロメートルにわたって広がり、テメノス（聖域）で結ばれた神殿と、道路と運河によって結ばれた港と共にメガロポリスを形成していた。都市の外周は徐々に広がって広大な都市が形成された。その中心はプタハ神殿複合体の周辺であった。

### 中王国
中王国が始まると、ファラオの宮廷と首都はメンフィスから南方のテーベへと遷り、メンフィスは首都ではなくなった。ただし玉座は遷ったが、メンフィスは手工芸品の生産地区とプタハ神殿の西にある墓地の発見によって証明されるように、恐らく最も重要な商業と芸術の中心であり続けた。
また、この時期の建築的関心を証明する痕跡も見つかっている。アメンエムハト1世の大きな花崗岩の供物卓には、王による真実の主プタハのための社の建設が言及されている。アメンエムハト2世の名前が刻まれた別の岩塊ブロックはラムセス2世のピュロンに先行して建てられた巨大なモノリスの基礎として使用されていた。これらの王達は王室の公的行為を記録したパネルによって、鉱脈探しや国境を越えた軍事遠征、神に奉納する記念碑や像の建造を命じたことが知られている。プタハ神殿の遺跡ではセンウセルト2世の名前が刻まれたブロックに、メンフィスの神々に捧げる建築であることを示す碑文が付いている。更にこの場所からは後の新王国時代のファラオによって修復された第12王朝時代の多数の彫像が見つかっている。例としては、神殿の遺跡の中から回収され、後にラムセス2世の名の下に修復された2つの巨大な石像などがある。
ヘロドトスによって記録された言い伝えとディオドロスによれば、最後にアメンエムハト3世がプタハ神殿の北門を建造した。このファラオの業績に帰せられたこの建物は、フリンダーズ・ピートリーの指揮で実施されたこの地域の発掘調査で実際に発見され、ピートリーはその事実関係を確認した。また、この間サッカラの王家のピラミッドそばに建設されたプタハ大司祭のマスタバは、当時王権とメンフィスの神官団が密接に結びついていた事を示す証拠として注目に値する。第13王朝はこの流れを継続し、この王朝の数名のファラオはサッカラに埋葬された。
ヒクソスが力を増大させていった紀元前1650年頃、メンフィス市は敵に包囲され占領された。その占領の後、この古代の首都の多くの記念碑や彫像が取り外され、ヒクソスの王によって略奪されるか棄損された。彼等は新たな首都アヴァリスを飾るためそれらを運んだ。その後、テーベの第17王朝の王達によるプロパガンダの記録によって、半世紀後にテーベのエジプト人がエジプトを再征服した事が知られる。

### 新王国
ヒクソスに勝利したテーベ人達によって第18王朝が開かれた。アメンホテプ2世（在位：前1427年-前1401/1397年）とトトメス4世（前1401年/1391年-前1391年/1388年）の時代にはメンフィスに王室の重大な関心が寄せられたが、それでも権力の大部分は南方に残っていた。それに続く長期の平和の後、その戦略的重要性によってこの都市は再び繁栄した。この時代に他の帝国との貿易関係が強化されたことで、メンフィスの外港ペル・ネフェル（Peru-nefer 文字通り「良い旅 Bon voyage」を意味する）はビュブロスやレヴァントを含む他の地域から王国に入るための玄関港となった。
新王国時代、メンフィスは王子や貴族の子弟の教育拠点となった。メンフィスで生まれ育ったアメンホテプ2世は、彼の父の治世の間に下エジプトの大司祭であるセテム（setem）を務めていた。アメンホテプ2世の息子トトメス4世は若い王子としてメンフィスで暮らしていたころ夢のお告げを受け、有名な夢の碑文にその内容を記録させた。カール・リヒャルト・レプシウス（1810年-1884年；プロイセンのエジプト学者・言語学者）は、この地で調査している時、プタハ神殿の東側でトトメス4世の名前を刻んだ一連のブロックと破損した列柱を発見した。これらは王宮跡に違いなく、厳かな儀式が執り行われる宮殿だったであろう。
恐らく第18王朝の時代、具体的にはアメンホテプ3世の時（在位：前1388/86年-前1351/49年）、アスタルト女神（メソポタミア・アッシリアの豊穣と戦争女神、バビロニアのイシュタルに相当する）の神殿が創建された。ヘロドトスはこれをギリシアの女神アフロディーテーに捧げられた物と誤認している。そして、アメンホテプ3世がメンフィスで行った最大の事業は、「プタハと一体なるネブマートラー」（Nebmaatra united with Ptah）と呼ばれる神殿の建設であった。この神殿はメンフィスの大家令フイが作成させた建造物リストを含む当時の多くの資料で言及されている。この神殿の正確な位置は未だ判明していない。しかし、この神殿に使われていた褐色の珪石ブロックの一部がプタハの小さな神殿を建設するためにラムセス2世（在位：前1279年-前1213年）によって再利用されていることが判明している。このことから、何人かのエジプト学者はアメンホテプ3世の建造した神殿はラムセス2世が作った小神殿と同じ場所にあったと主張している。
メンフィスで発見された碑文によれば、アクエンアテン（在位：前1353/51年-前1336/34年）はこの都市にアテン神の神殿を建設した。このアテンに仕えた1人の神官の墓がサッカラで発見されている。アクエンアテンの後継者ツタンカーメン（在位：前1332年-前1323年、即位時の名前はトゥトアンクアテン）は治世2年目が終わるまでにアクエンアテンが作った首都アケトアテン（アテンの地平線）からメンフィスへ王宮を遷した。メンフィスでは異端的と見られた一神教、アテン信仰の時代が終わり、トゥトアンクアメンは伝統的な神殿と習慣の復旧を始めた。
ホルエムヘブやマヤのような、ツタンカーメンの治世における重臣達の墓はサッカラに建立されている。ただしホルエムヘブは自身がファラオとなった後（在位：紀元前1319年-紀元前1292年）、最終的に王家の谷に自身の墓を作った。彼はツタンカーメンとアイの治世下で軍司令官を務めた。マヤはツタンカーメン、アイ、ホルエムヘブ治世下における財務長官である。アイはツタンカーメンの宰相であり、その死後ファラオとなった（在位：前1323年-前1319年）。権力基盤を確かなものとするため、彼はツタンカーメンの未亡人、アンケセナーメン（ネフェルティティの6人の娘のうちの3女）と結婚した。彼女のその後の運命は知られていない。ホルエムヘブは同様にネフェルティティの姉妹ムトノジメトと結婚した。
ラムセス2世の治世下では、メンフィスは新首都ペル・ラムセスの近郊にあることで、その新しい政治的重要性を発達させた証拠がある。このファラオはメンフィスに数多くのモニュメントを捧げ、栄光を象徴する巨大なシンボルでそれらを飾った。ラムセス2世の後継者メルエンプタハ（在位：紀元前1213年-紀元前1203年）は宮殿を建設し、プタハ神殿の南東の壁を強化した。第19王朝の初期、メンフィスは王室から特に重要視された。この王朝は現在見られる遺跡の中に最も多くの痕跡を残している。

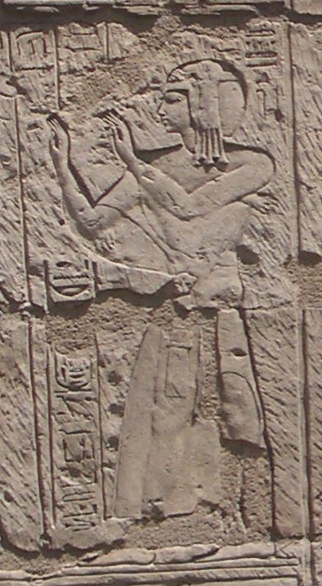
プタハ大司祭シェションクを現したレリーフ。

第21王朝と第22王朝の時代もともに、ラムセスによって始められた宗教的発展の継続の様子が見て取れる。メンフィスは国家が地政学的な大転換を迎えた第3中間期の間、衰退の憂き目は見ていないように思われる。一方、新たな東北に作られた首都タニスではファラオ達がメンフィス式の信仰を発達させた可能性が高い。その地に残された遺跡から判断して、そこにはプタハの神殿が存在していたことがわかる。サアメンはアメン神に捧げられた神殿を建設したことが記録されている。その遺跡は20世紀初頭にフリンダーズ・ピートリーによってプタハ神殿複合体の南で発見されている。
第22王朝を建国したシェションク1世（在位：紀元前943年-紀元前922年）は、彼の建築事業に関する碑文の記述によるとメンフィスのプタハ神殿の前庭とピュロンを建設した。彼はこのモニュメントを「アメンに愛されたるシェションクの千年の城」と呼んだ。新王国でよく知られていたこのモニュメントを取り巻く葬祭儀式は、この神殿が建立されてから数世代後も機能していたことを示す。一部の学者はファラオ自身のための埋葬室が存在していたと主張している。シェションクはまた、聖牛アピスのための社を建設するように命令している。この社は特にアピスのミイラ化を行う葬祭儀式のために建立された。
ちょうど第22王朝時代に始まるメンフィスの高位司祭達のためのネクロポリスが広場の西に見つかっている。ここにはオソルコン2世（在位：紀元前872年-紀元前837年）の王子シェションクによるプタハ神のための礼拝堂が含まれる。彼の墓は1939年にピエール・モンテ（Pierre Montet）によってサッカラで発見された。この礼拝堂は現在、カイロのエジプト考古学博物館の庭で、メンフィスで見つかったラムセス2世の三体の巨像の後ろに展示されている。

### 末期王朝時代
第3中間期と末期王朝時代の間、エジプトの現地人の王朝はしばしば、メンフィスを舞台にクシュ人やアッシリア人、ペルシア人のような外国の占領者に対する独立運動を行った。
クシュ人の支配者ピアンキによるエジプトの征服の後、第25王朝が成立した。その王座は遥か南のナパタに置かれていた。このピアンキのエジプト征服はゲベル・バルカルのアメン神殿にある勝利の碑文に記録されている。彼はメンフィスの占領に続き、リビア人の支配下では無視されていた神殿と信仰の復興を図った。彼の後継者はプタハ神殿の南西角に礼拝堂を作ったことが知られている。
まもなくアッシリアがエジプトに侵攻を始めると、メンフィスはその脅威によって引き起こされた混乱の中心となった。クシュ人の王タハルカの下、この都市はアッシリアに対する抵抗の前線基地となったが、タハルカがヌビアへ追いやられるとすぐに瓦解した。アッシリア王エサルハドンは幾人かのエジプト人の君侯達の支持を得て、紀元前671年にメンフィスを占領した。彼の軍隊はこの都市で激しい略奪を行い、住民を虐殺してその頭で塚を作った。エサルハドンは膨大な戦利品を携えて自身の首都ニネヴェへ帰還し、タハルカの王子を鎖に繋いだ図像と共に戦勝記念碑を建てた。エサルハドンが去った直後、エジプトではアッシリアの支配に対する反乱が発生した。

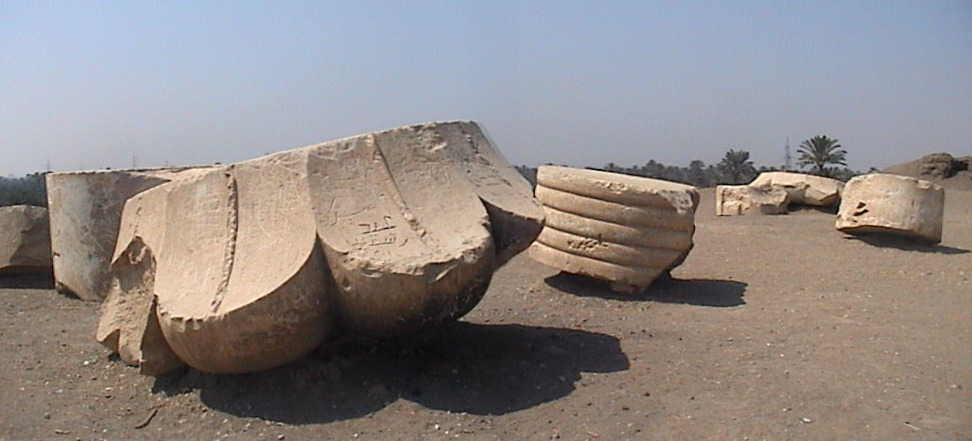
アプリエスの宮殿の遺跡（メンフィス）

アッシリアではアッシュールバニパルが彼の父エサルハドンの王位を継承し、エジプトに対する再度の攻撃を行った。紀元前664年の大規模な侵攻でメンフィスは再び占領され略奪された。クシュ人の王タヌトアメンは敗北しヌビアまで退却した。この結果エジプトにおけるクシュ人の支配は完全に終わりを告げた。その後政権はエジプトにおけるアッシリアの協力者であった第26王朝（サイス朝）の手に入った。このことはアプリエス王によって建設された宮殿によって証明される。アッシリア滅亡後には、彼らはバビロニア人による侵略を恐れこの都市を再建し強化した。
エジプトとメンフィスはペルシウムの戦いの後、紀元前525年にカンビュセス1世によってアケメネス朝の支配下に入った。ペルシア人の下、メンフィスは新たなサトラップ（総督）の駐在地として保護され強化された。恐らくアプリエス王の豪華な宮殿に隣接する都市北側の大きな周壁付近にペルシアの守備軍が都市内に無期限設置された。フリンダーズ・ピートリーの発掘でこの地区には武器庫が存在していたことが明らかになっている。ほぼ1世紀半の間、この都市はアケメネス朝（ペルシア）のエジプト（ムドラーヤ/ムスラーヤ）属州の首都であり続け、アケメネス朝によって征服された広大な領土の商業的中心となった。
支配者によって発注され、サッカラのセラペウムで聖牛アピスに捧げられた石碑は、この時代の出来事を理解するための重要な鍵を提供している。末期王朝時代、聖牛の遺体を埋葬するためのカタコンベの大きさは徐々に大きくなり、エジプト全土、特にメンフィスとそのネクロポリスにおけるアピス信仰の拡大を示す記念碑と言うべき様相を呈した。この中にはカンビュセス2世によって捧げられた物も含まれ、この事実は彼が征服者として神聖な伝統に対して敬意を払わなかったというヘロドトスの証言への反証となっているように見える。
紀元前404年、勢力を拡大したアミルタイオスによって現地人による王朝が再建された。彼はペルシア人の支配を終わらせたが、紀元前399年にはネフェリテス1世によって打ち破られメンフィスで処刑された。この処刑はアラム語のパピルス文書に記録されている（ブルックリン・パピルス13番）。ネクタネボ1世は第29王朝を打ち立てた。ネフェリテス1世は首都をデルタ地帯東のメンデスに遷したため、メンフィスは政治的中枢としての地位を再び喪失した。しかしその宗教、商業、そして軍事上の重要性は維持され、ペルシアによる再度のエジプト征服の企てに対抗するために重要な役割を果たした。
ネクタネボ1世の下で、全土の神殿で大規模な再建計画が開始された。メンフィスではプタハ神殿に力強い新たな外壁が再建され、その内部には神殿と礼拝堂が建設された。ネクタネボ2世は前任者の仕事を継続しながら、大規模な聖域の建設を始めた。特にサッカラのネクロポリスの物は、ピュロン、像、スフィンクスが並ぶ舗装道路で装飾されていた。しかしペルシア人による再征服を阻止しようとする彼の努力も空しく、紀元前343年の大規模な侵攻においてペルシウムで敗北した。ネクタネボ2世はメンフィスの南に後退し、アルタクセルクセス3世によって包囲されると上エジプトに逃走、最終的にはヌビアに逃げ込んだ。
反逆王カババシュ（在位：紀元前338年-紀元前335年）の下でメンフィスは束の間の間解放された。このことはサッカラで発見された治世第2年のカババシュの名前を伴う聖牛アピスの石棺によって証明されている。最終的にはダレイオス3世の軍勢がこの都市の支配を取り戻した。
メンフィスは第3中間期の間に侵略者による支配と反乱による解放を繰り返し経験した。数度の包囲戦はこの国の歴史の中でも最も凄惨な場面となった。ギリシア人の同盟者の支援を受けてアケメネス朝の支配に対抗した。にも拘らずエジプトは征服者の手に落ち、以後メンフィスが国家の首都となることはなかった。紀元前332年、ギリシア人が到来すると彼らはペルシア人からこの国の支配権を奪い取った。

### プトレマイオス朝時代

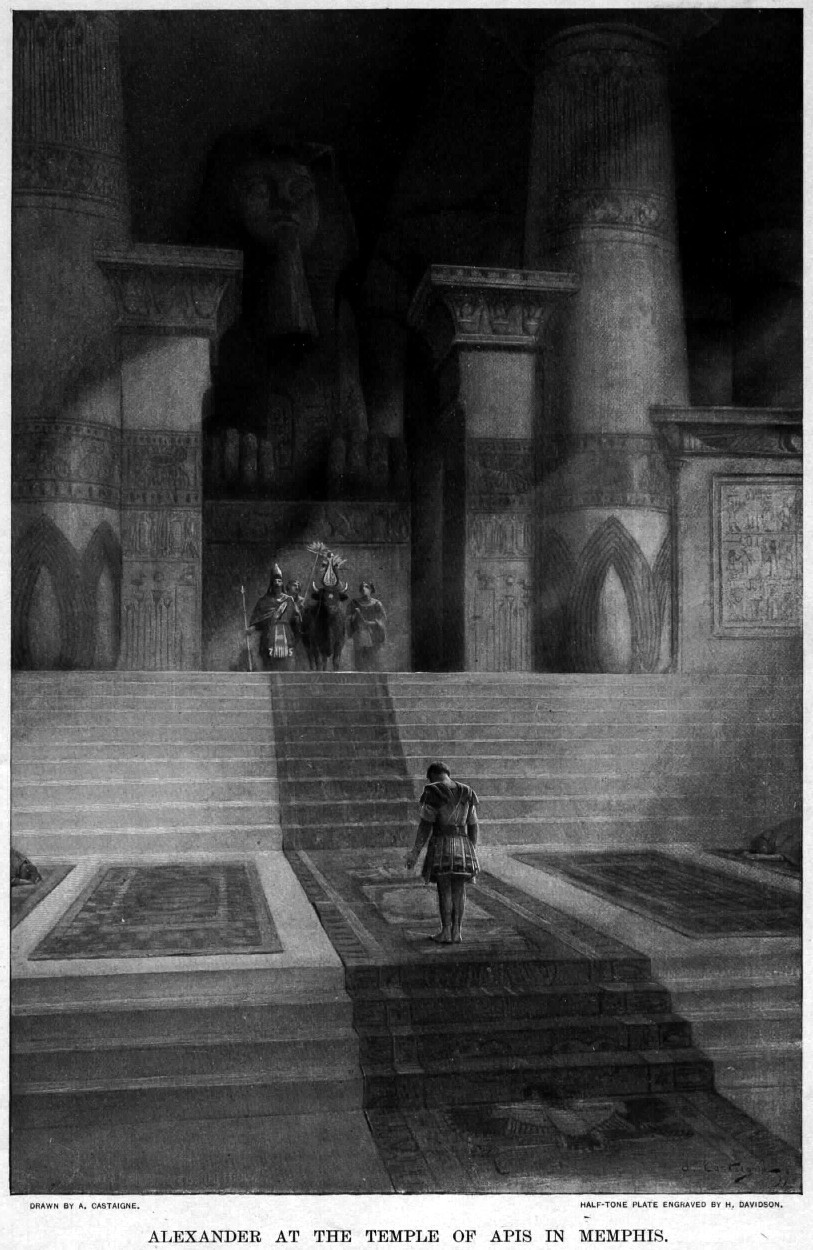
メンフィスのアピス神殿のアレクサンダー（Alexander at the Temple of Apis in Memphis）、アンドレ・カーステニャ 作(1898-1899)。

紀元前332年、アレクサンドロス大王はプタハ神殿でファラオに即位し、ヘレニズム時代が始まった。彼の後継者の将軍プトレマイオス1世による支配が始まった後もメンフィスは重要な地位、特に宗教的な地位を維持した。アレクサンドロスがバビロンで死去（紀元前323年）すると、プトレマイオスは多大な苦労の上でアレクサンドロスの遺体を回収し、メンフィスに持ってきた。プトレマイオス1世は大王自身が公式にエジプトに埋葬を希望したのだと主張し、遺体をプタハ神殿の中心に運び込んで司祭たちに防腐処理を行わせた。マケドニア人の王達は慣例に従い、前任者を埋葬することで自らの王位の正統性を主張した。プトレマイオス2世はその後アレクサンドロスの石棺をアレクサンドリアに遷し、その埋葬のために王室の墓が建設された。墓の正確な場所は現在ではわからなくなっている。アイリアノスによれば、占い師アリスタンドロスはアレクサンドロスが横たわった地は「永久に幸福であり征服されることがない」と予言したという。
その後プトレマイオス朝が開かれると、その治世の間メンフィスは徐々に衰退した。プトレマイオス1世はサッカラにセラピスの教団を設立したが、セラピス信仰がエジプトに導入されたのはこれが最初であった。この時代、サッカラのセラペウムで詩人達の間（the Chamber of Poets）や神殿を飾る羨道（dromos）、そして多数のギリシア風建築を含む多くの建設事業が行われている。セラピス信仰はエジプトの国境を越えて広がったが、その栄光は後に彼の後継者によって建設されたアレクサンドリアの大セラペウムの陰に隠れた。
紀元前216年と紀元前196年にそれぞれプトレマイオス4世とプトレマイオス5世によってメンフィス決議が発布された。プタハ大司祭の後援とファラオの臨席の下で、当面の国の宗教政策を確立し、手数料と税の徴収を定めて新たな財政基盤を構築するために、そしてプトレマイオス朝の支配者に貢物を収めるために、王国の主要な聖職者からなる代表者が集まって教会会議（synod）を開いた。これらの法令は全ての人間が読めるようにするため3種類の文字（デモティック、ヒエログリフ、そしてギリシア語）で石碑に刻まれている。この中で最も有名な物はロゼッタ・ストーンであり、この碑文によって19世紀にエジプト文字の解読が可能となった。
この時代の葬儀に関する別の石碑がこの地で発見されている。それはプタハ大司祭の王朝とも言うべき、メンフィスの上級聖職者の系譜を伝えている。この家系はアレクサンドリアの王室との強い結びつきを維持していた。この2つの家門の関係は大司祭たちとプトレマイオス朝の王女たちとの婚姻によって更に強化された。

### 衰退と放棄
ローマ人の到来とともに、メンフィスはもう1つの古都テーベと同じようにその重要性を失った。アレクサンドリアはメンフィスよりもローマ帝国内の交通の要衝として有利な位置にあった。ローマ人のメンタリティーに適合した習合神セラピス信仰の隆盛、そしてキリスト教が出現しエジプトに深く根付くようになったことで、メンフィスの古代からの宗教は完全に衰亡した。
この都市は徐々に放棄され、ビザンティンとコプトの時代には存在しなくなった。そして7世紀にはエジプトを征服したアラブ人たちは、新たな首都フスタートやその他の居住地を周囲に作るためにメンフィスを採石場として用いた。13世紀、アラブ人の年代記作家アブド・アッラティーフ・アル＝バグダーディー（Abd al-Latif al-Baghdadi）がこの地を訪れ、その遺跡の壮大さを証言している。
「広大な市域と悠久の歴史を持つメンフィスは、現れては去る数多くの施政者から軛を負わされてきたにもかかわらず、また一つならぬ国家がこの都市を破壊し、地上からその痕跡を一掃し、その柱石を奪い去り、それを飾ってきた彫像を毀損しようとあらゆる手を尽くしたにもかかわらず、そして人の仕業のみならず4000年以上の時の経過を受けながらも、その遺跡は依然として見る者の目に、賢人をして惑わしめ、最も熟練した文筆家をして筆致の及ぶところにない驚嘆を与える。この都市を見れば見るほど我々の称賛の念は湧きあがり、遺跡に向ける次なる視線は新たな歓喜の源である。（中略）メンフィスの街はいかなる方向にも半日かかる広がりがある。」
今日残っている遺構はアル＝バグダーディーが目撃したものと比べれば無に等しいが、それでも彼の証言は多くの考古学者の研究に影響を与えている。19世紀の最初の調査と発掘、そしてフリンダーズ・ピートリーによる発掘は、古の都の栄光の一端を明らかにした。墓、マスタバ、神殿、ピラミッドを含むメンフィスとそのネクロポリスは1979年にUNESCOの世界遺産（「メンフィスとその墓地遺跡-ギーザからダハシュールまでのピラミッド地帯」）に登録された。

## 遺構
新王国時代、特に第19王朝の支配者達の時代、政治的にも建築的にもメンフィスはテーベと匹敵するほど栄えた。この発展の痕跡は、プタハを祀るセティ1世の礼拝堂に見ることができる。1世紀以上の期間に亘ってこの地で発掘が行われ、考古学者達は徐々にこの古代都市の全景と発展を確認できるようになっている。

### プタハ大神殿

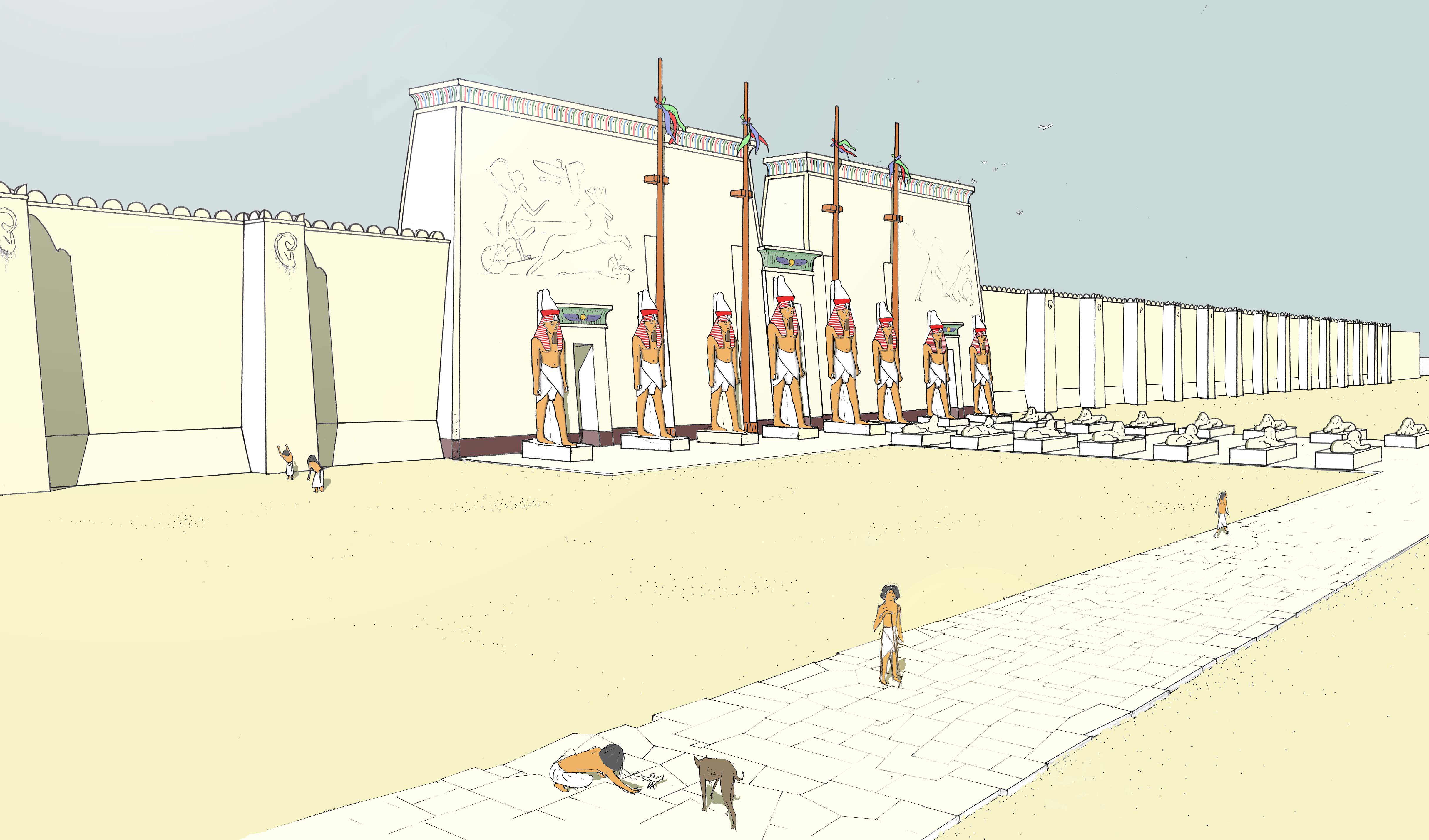
芸術家が描いた、メンフィスのプタハ大神殿の西側前景。

このフウト・カ・プタハ （Hout-ka-Ptah）は創造神プタハを祀るメンフィス最大の、そして最重要の神殿である。この都市の卓越した建物の1つに数えられ、都市中心部の大きな区画を占めていた。何世紀にも渡り崇拝を集めたこの神殿は古代エジプトの宗教においてヘリオポリスのラー神殿と、テーベのアメン神殿に並ぶ最も重要な3つの聖域のうちの1つであった。
今日、この古代の神殿についての知識の多くはヘロドトスの記録に依る。彼は新王国時代からかなりの時間を経た、第1次ペルシア支配の時代にこの地を訪れている。彼はこの神殿がメネス（ミン）によって建設され、神殿複合体の主要な建物は王と神官達しか入ることは許されなかったと記している。彼の記録はしかし、神殿の物理的な特徴に言及していない。過去1世紀にわたり続けられてきた考古学の探求によって、徐々に神殿の遺跡は掘り起こされた。そして、南、西、東の壁に沿って建つ、モニュメンタルな門を入口とする巨大な壁の複合体が明らかにされた。
この大神殿の遺構と敷地は野外博物館として元々神殿の南側の軸線上にあったラムセス2世像のそばに展示されている。またこの地区には19世紀に発見された一枚岩でできた大きなスフィンクスがある。それは第18王朝の時代のものであり、アメンホテプ2世かトトメス4世の時代に作成された可能性が高い。これは現在でも原位置に残されているこの種の彫像の中で、特に優れた例の1つである。
屋外博物館には他にも多くの彫像、巨像、スフィンクス、建築遺構がある。ただし、発見された物の大部分は全世界の主要な博物館に販売された。その多くはカイロのエジプト考古学博物館に保存されている。
神殿の具体的な外観は現時点では不明であり、周囲の主要な門扉のみが知られている。最近の発掘の進展で、門や塔を飾った巨大な像が発見されている。これらはラムセス2世の時代の物である。このファラオはフウト・カ・プタハの神殿複合体に少なくとも3つの社を建立したが、そこで崇拝されていたのは、いずれもこれらの巨像が捧げられた神々であった。

### ラムセス2世のプタハ神殿
プタハ大神殿の南西角に隣接して建設されたこの小さな神殿は、神格化されたラムセス2世と共に3柱の国家神、ホルス、プタハ、アメンに捧げられた。この神殿は、「アメンに愛される者、神、ヘリオポリスの支配者ラムセスのプタハ神殿」として良く知られている。
その遺跡は1942年に考古学者アフマド・バダウィに発見され、1955年にルドルフ・アンテスによって発掘された。この発掘によって塔を完備した宗教的建造物、儀式が捧げられる中庭、柱廊に続く列柱を持つポルティコ、全体が泥煉瓦の壁に囲われた三つの部分からなる聖域が発見された。その最も新しい外装は新王国時代の物である。
神殿は東側の別の宗教建造物に続く舗装路に向かって入口が開かれていた。この考古学的探究によって、都市の南部に実際にメンフィスの主神プタハに対して特に捧げられた多数の宗教建築が存在していることが明らかになった。

### ラムセス2世のプタハとセクメトの神殿
さらに東、ラムセスの巨像のそばに第19王朝時代のこの小さな神殿がある。この神殿は、プタハと彼の配偶神セクメト、そして同様に神格化されたラムセス2世に捧げられたと思われる。その遺跡は近隣の物と同様あまり保存状態が良くない。基礎の石灰岩は古代末期にこの都市が放棄された後に切り出されているように見える。

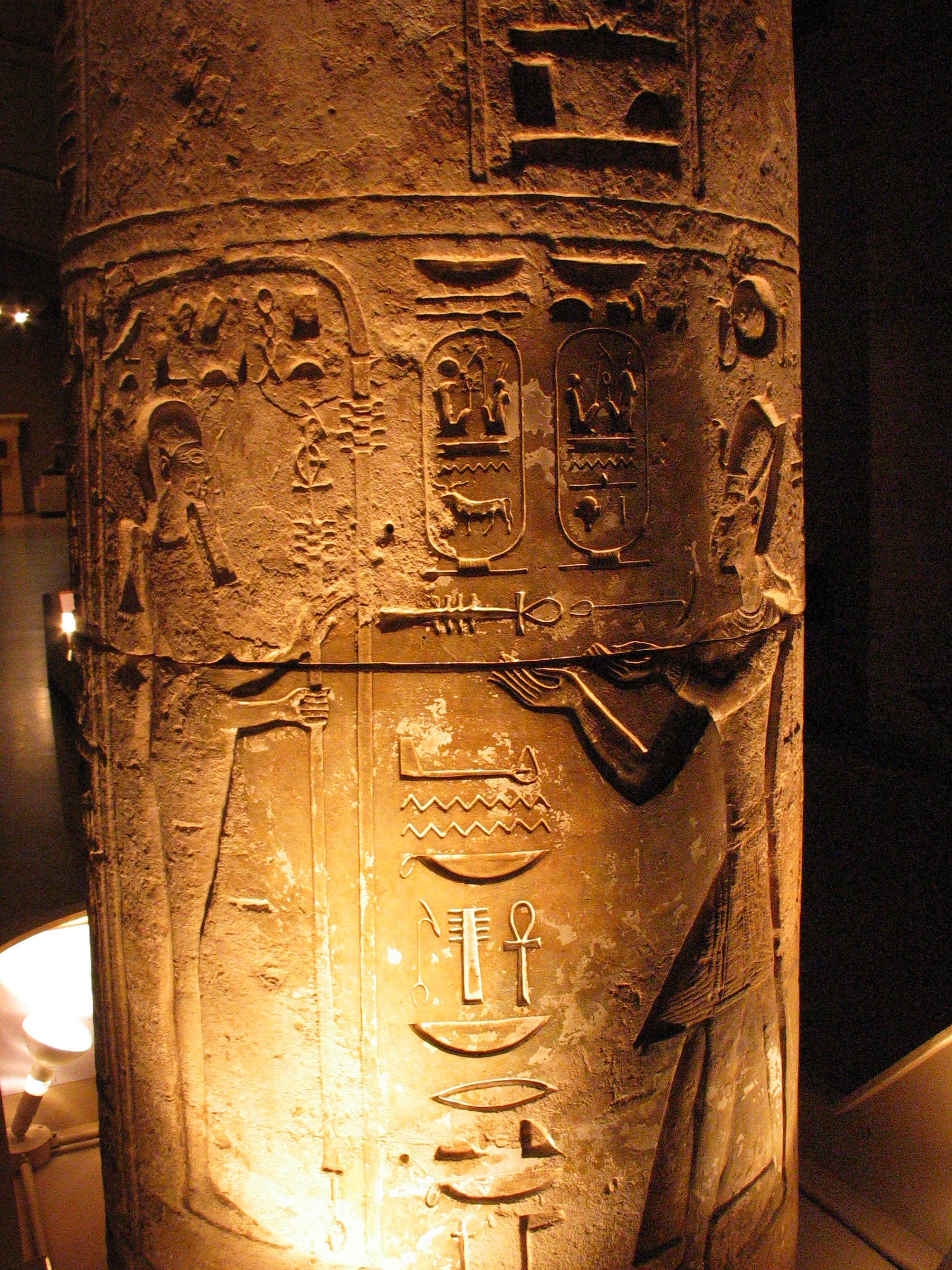
プタハ神に捧げ物をするメルエンプタハの姿。

中王国時代の2つの巨像は元々は西側に向かって開かれた建物のファザードを飾っていた。これらは上エジプトの白色王冠（ヘジェト）を被り行進している姿勢のファラオを描写したもので、メンフィスの博物館内に移動されている。

### メルエンプタハのプタハ神殿
大神殿複合体の南東に第19王朝のメルエンプタハ王が都市神プタハに敬意を表して建立した新しい社がある。この神殿は20世紀初頭にフリンダーズ・ピートリーに発見され、彼はヘロドトスが引用したギリシアの神プロテウスの描写を確認した。
この場所は第一次世界大戦中にクラランス・スタンレー・フィッシャーによって発掘された。発掘は15平方メートル程の大きな中庭の前部で開始された。南側は大きなドアの開口部があり、ファラオとプタハの別名がレリーフに納められている。神殿のこの部分だけが発掘され、部屋の更に少し北側はまだ発掘する必要がある。発掘中、考古学者達は泥煉瓦で造られた堂々たる建造物の最初の痕跡を掘り出した。それはすぐに神殿に合わせて建てられた巨大な儀式用の宮殿であることがわかった。石造神殿の重要な遺物のいくつかはエジプトから調査資金を提供したペンシルベニア大学にある博物館に寄贈され、他はカイロのエジプト考古学博物館に残っている。
この神殿は後世のファラオの時代の在籍者の急増で証明されるように新王国時代を通じて使用され続けていた。その後徐々に放棄され、民間人が他の用途に転用した。都市の活動で埋もれていたこの場所は、層序学的研究によって末期王朝時代には既に廃墟であり、間もなく新しい建造物が真上に建てられた事が示されている。

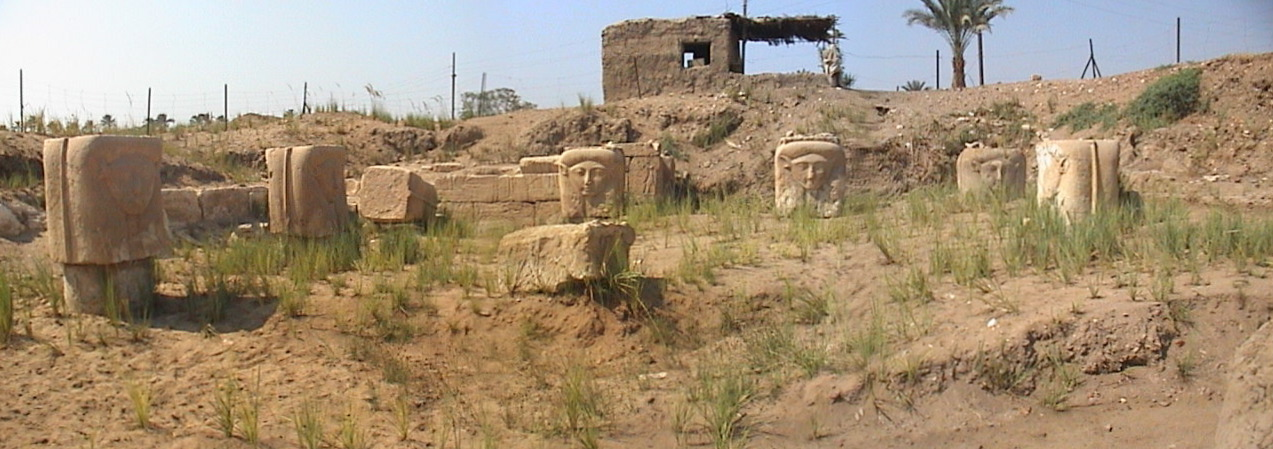
メンフィスのハトホル神殿の遺跡

### ハトホル神殿
この小さなハトホルの神殿は1970年代にアブドゥッラーフ・アル＝サイード・マフムード（Abdullah al-Sayed Mahmud）によってフウト・カ・プタハの巨大な壁の南で掘り出された。この神殿はラムセス2世時代のものである。シカモア（Sycamore）の婦人ハトホル女神に捧げられ、主にカルナックで見られる小さな神殿建築と同様の構造を見せている。その大きさからハトホルの主要な神殿ではないように思われるが、この都市の遺跡に存在する唯一のハトホル神殿である。
この社は主要な祭りの間の宗教的な行進のために使われたと信じられている。エジプトにおいてハトホルに捧げられたより大きく最も重要な神殿がこの都市のどこかに存在していたと考えられているが、今日まで発見されていない。プタハ神殿の近くにあるのと同様の窪地が見つかればその位置を指し示すことができる。考古学者達は古代の資料によって語られている外郭と巨大なモニュメントを確認することができると考えている。

### その他の神殿
ローマ時代にミトラに捧げられた神殿がメンフィスの北側の地域で発見されている。ヘロドトスによって記録されたアスタルト神殿は、彼が都市を訪れた時はフェニキア人に割り当てられた地区に存在した。ネイト女神の神殿はプタハ神殿の北にあると言われている。アスタルト神殿とネイト神殿は、いずれも現在まで発見されていない。
メンフィスにはプタハに付き従う神々に捧げられた他の多くの寺院が存在していたと考えられている。複数の聖域の存在が古代のヒエログリフの記録によって証明されている。しかし未だこの都市の遺跡から発見されていない。調査と発掘はまだミート・ラヒーナの近郊で続けられており、恐らくこの古代の宗教都市の姿についての知識を増加させることができるだろう。

#### セクメト神殿
プタハ神の配偶神セクメト女神に捧げられた神殿は未だ発見されていないが、エジプト人の記録により存在が確認されている。考古学者はまだその遺構を探し求めている。
19世紀後半の調査で、フウト・カ・プタハの遺跡からは、その区域内にセクメト神殿があったことを示唆する遺物が複数発見されている。セクメト女神の形容辞を伴う「大扉」（great door）を思い起こさせる石のブロックと、ラムセス2世を「セクメトに愛される物」と記す碑文を持つ柱などがそれである。この説はハリス・パピルスもまたそれを裏付けている。この史料によると、ラムセス3世の時代にハトホル女神とともに、プタハ神と彼等の息子ネフェルテム神の彫像が作られ、大神殿の中心でこれら3柱の神々に捧げられたという。。

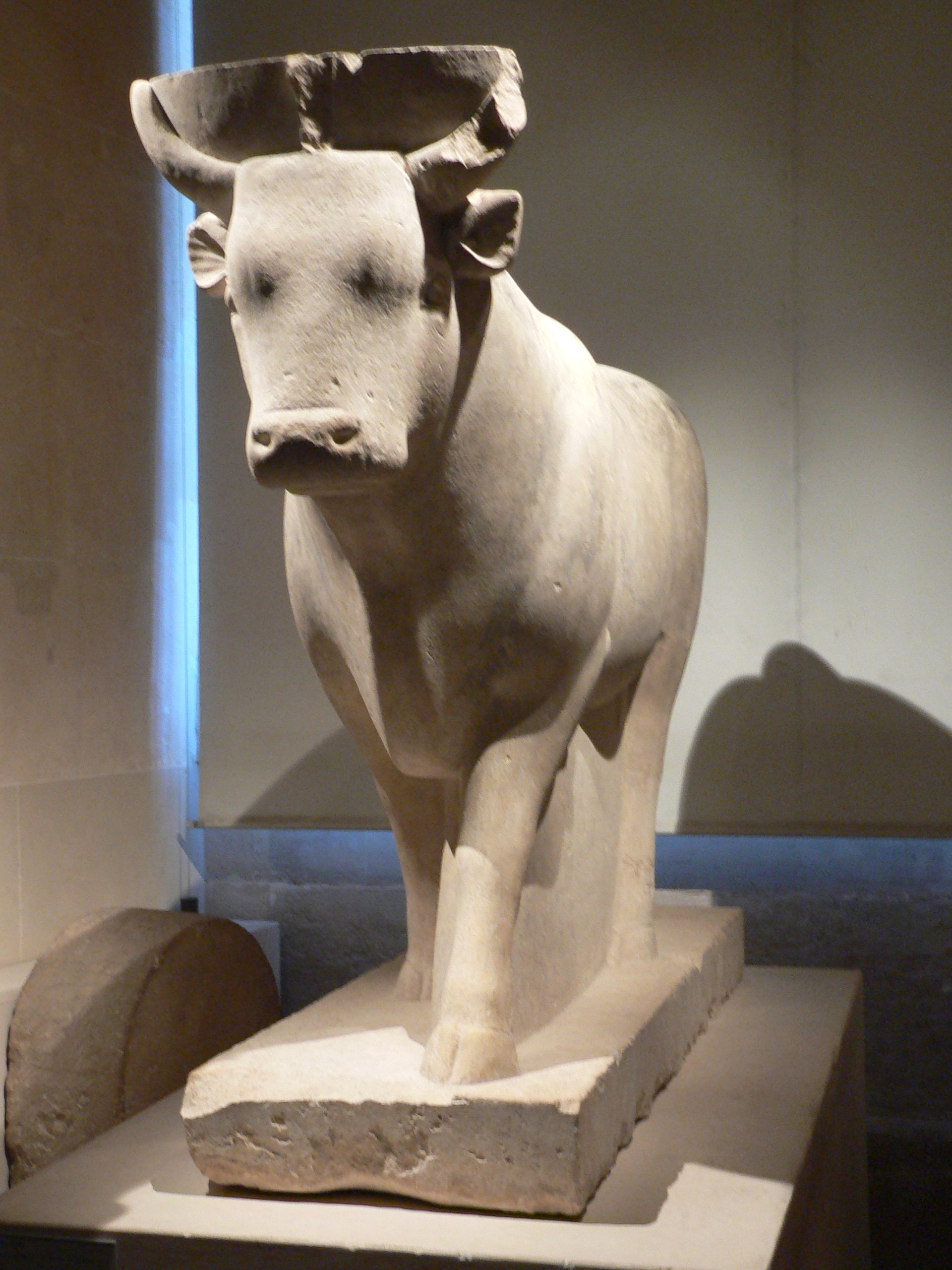
サッカラのセラペウムで発見された聖牛アピスの像。

#### アピス神殿
メンフィスのアピス神殿はプタハの生ける姿と考えられた聖牛アピス信仰の中心となる神殿であった。その詳細はヘロドトスやディオドロス、ストラボンのような古代の歴史家によって記録されているが、その場所は未だにメンフィスの遺跡の中に発見されていない。
ヘロドトスによれば、この神殿はプサメティコス1世によって建立され、その中庭は巨大な彫像を伴うペリスタイルのものと描写されている。
ギリシア人の歴史家ストラボンは、アクティウムの海戦でクレオパトラに対して勝利したローマ軍と共にこの地を訪れた。彼はこの神殿は雄牛の間と、その母の間の2つから成っており、全てがプタハ神殿のそばに建設されたと述べている。アピスは託宣者として使われ、その動きは予言として解釈されていた。アピスの息は病を治すと信じられており、その周囲にいる病人を祝福した。アピスの姿は神殿の窓を通して見ることができ、祝祭の日には宝石や花で飾られて街の通りを練り歩いた。
1941年、考古学者アフマド・バダウィはアピス神を描いたメンフィスで最初の遺構を発見した。その場所はプタハ大神殿の敷地内に位置し、もっぱら聖牛の防腐処理を実施するためだけに設計された葬祭施設であることが明らかになった。サッカラで発見されたネクタネボ2世の1つの石碑はこの建物の復旧を命じている。この遺物は第30王朝の時代のもので、葬祭施設の北側部分で発掘された。これによって建物の北側部分の再建時期が確認された。この葬祭施設は古代の資料で言及されるより大きな神殿の一部である可能性が高い。この神殿の聖なる施設は残存する唯一の部分であり、ストラボンとディオドロスの記録を確認する。両者ともこの神殿はプタハ神殿のそばに位置すると述べている。

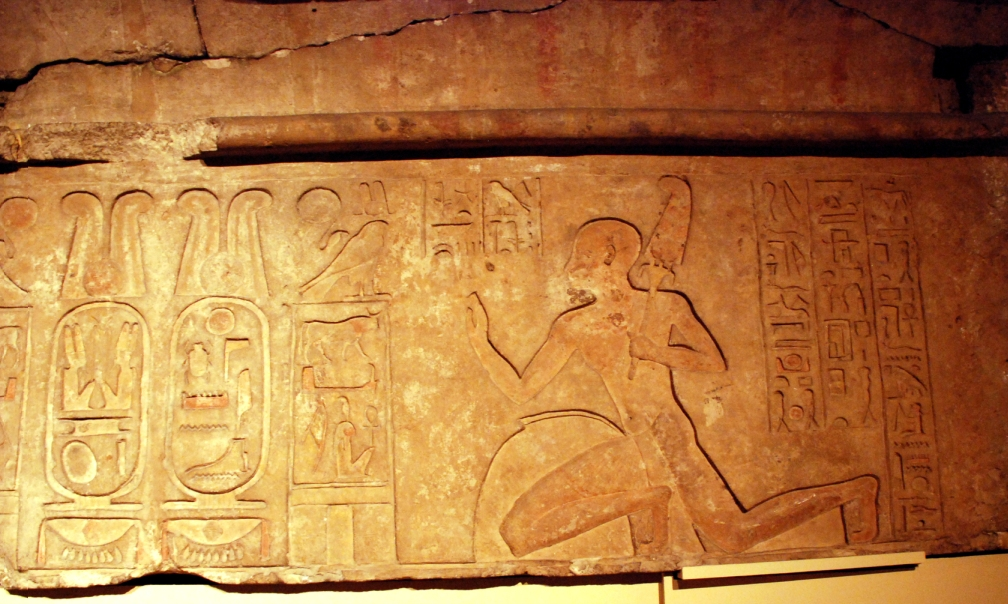
メンフィスのアメン神殿のまぐさ石に刻まれたサアメンのカルトゥーシュに跪くアンケフェヌムト（Ankhefenmut

既知のアピス像の大部分はサッカラの北西にあるセラペウムとして知られる埋葬室から発見されている。この場所で発見されたもっとも古い埋葬跡はアメンホテプ3世の治世まで遡る。

#### アメン神殿
第21王朝の時代、サアメンによって偉大な神アメンの社がプタハ神殿の南に建設された。この神殿（または神殿群）はアメン、その妻ムト、彼等の息子コンスからなるテーベの三柱神に捧げられた可能性が高い。これは上エジプトにおいてメンフィスの三柱神（プタハ、セクメト、ネフェルテム）に対応するものである。

#### アテン神殿
メンフィスにアテン神に捧げられた神殿があったことは、サッカラで発見された第18王朝のメンフィスの高官たちの墓で発見されたヒエログリフの文書で証明されている。その中にはアクエンアテンの治世において「メンフィスのアテン神殿の家令」としてキャリアを始めたツタンカーメンの物が含まれる。
19世紀から20世紀初頭にかけてのメンフィスでの初期の発掘以来、都市の様々な場所から日輪の崇拝に捧げられた建造物があることを示す遺物が発見されている。その建物の場所は分からなくなっており、このテーマについてはアマルナ時代の特徴が発見された場所の遺構に基づいて様々な仮説が提唱されている。

### ラムセス2世像

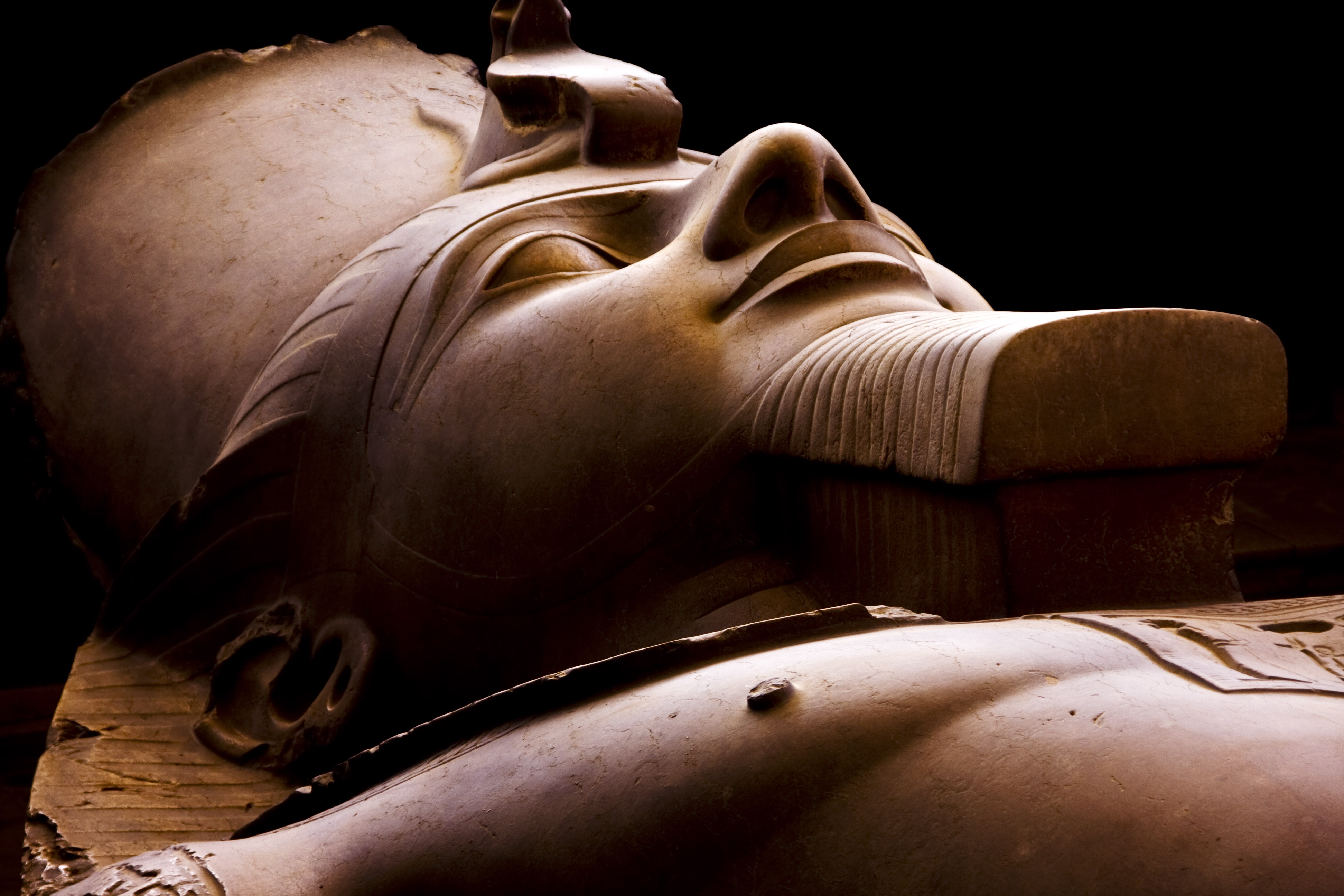
野外博物館にあるラムセス2世の巨像

古代メンフィスの遺跡はラムセス2世の姿を映した多数の彫像をもたらした。
メンフィスの博物館には約10メートルの長さを持つ石灰岩で作られた記念碑的な石像がある。それは1820年にプタハ神殿の南門のそばでイタリア人の考古学者ジョヴァンニ・カヴィグリアによって発見された。彫刻の基礎と足の部分は胴体部から切り離されているので現在は背中の部分を地面に付けて横たわって展示されている。一部の色彩が保存されているが、この像の美しさは人体の解剖学的構造の微妙さを完璧かつ詳細に表現していることにある。このファラオは上エジプトの白色王冠ヘジェトを被っている。
カヴィグリアはイッポリト・ロゼリーニの仲介を通して、この像をトスカーナ公レオポルド2世に送るよう提案した。ロゼリーニは主君に輸送にかかる莫大な費用についてアドバイスし、必要に応じて巨像を切断して運ぶ事を検討した。ワーリー（総督）であり、自らをエジプトとスーダンのカディーブであると宣言したムハンマド・アリーは、巨像を大英博物館に寄付することを提案したが、ロンドンにこの巨大な像を輸送することは困難であるためこれは拒否された。結局、巨像はメンフィス遺跡から運び出されることはなく、現地に建造された展示館の中で保全されている。
この巨像は歴史的にプタハ神殿の東のエントランスを飾った1対の像の片方であった。もう片方も同じ年にカヴィグリアによって発見されており、1950年代に11メートルの高さで立った状態に復元された。最初はカイロのバーブ・アル・ハディード・スクエアで展示され、この施設はその後ラムセス・スクエアに名前が変更された。しかし不適切な場所であると見なされ、2006年にギーザの一時保管場所に移動し、現在は修復中である。この像は2018年開館予定の大エジプト博物館（Grand Egyptian Museum）のエントランスに展示される予定である。彫像のレプリカがカイロ近郊のヘリオポリスに立つ。

### サッカラ、ネクロポリス

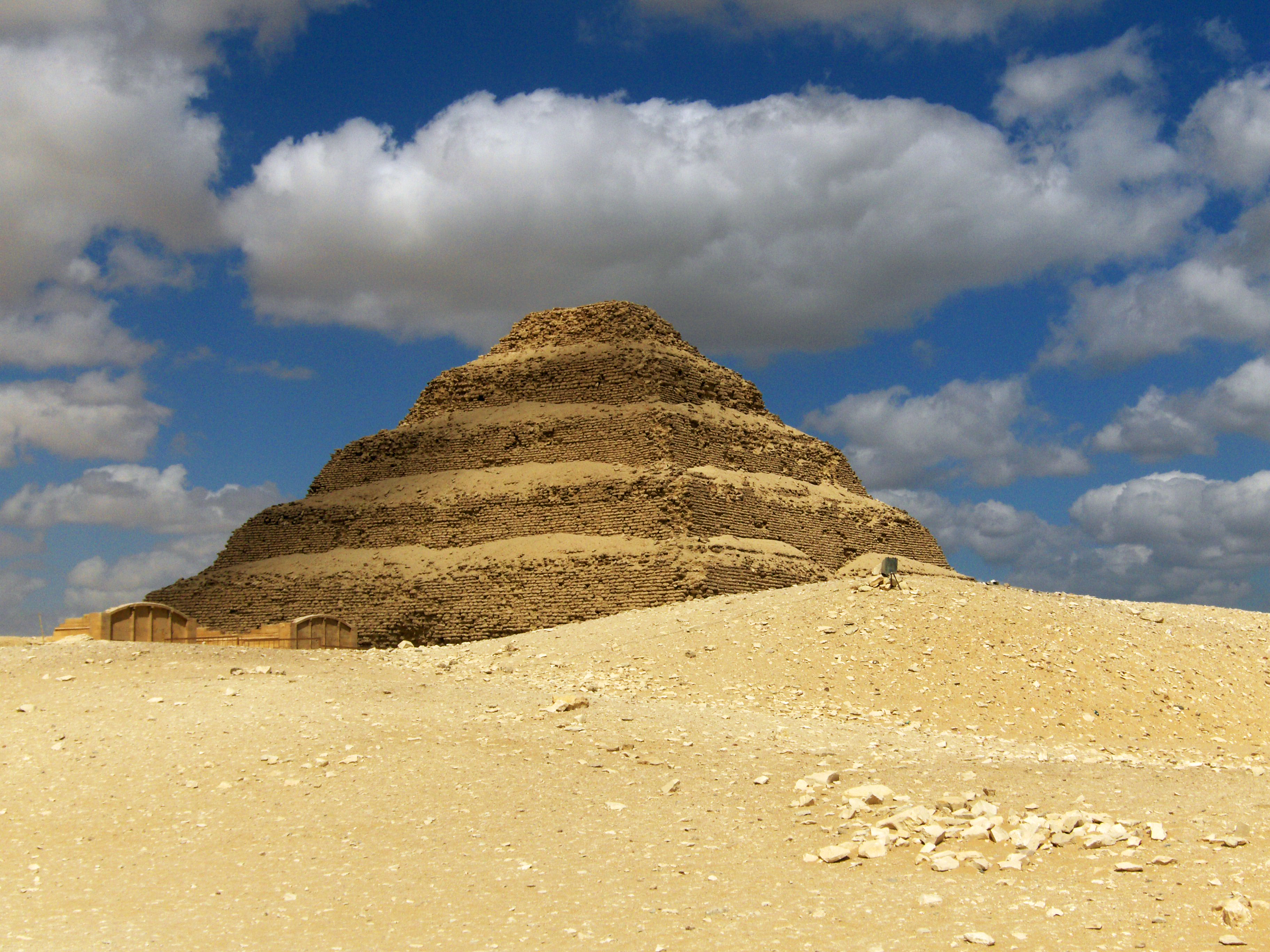
メンフィスのネクロポリス、サッカラにある著名なジェセル王のピラミッド。

メンフィスは長い歴史を持ち、人口は莫大だったため、その周囲にはナイル渓谷に沿って複数のネクロポリスが広がっていた。この中には最も著名なサッカラが含まれる。それに加えて、大神殿の西側の市域はそれ自体が墓地で構成されていた。これらの土地は、その聖性により、オシリスへの供物を捧げる敬虔な人々や埋葬を行おうとする人々をおのずと惹きつけた。
アンク・タウィ（Ankh-tawy）と呼ばれた大神殿西側の市域は、既に中王国の時代にはネクロポリスに含まれていた。第22王朝の王達は、ラムセス時代の栄光を取り戻すべく、この地区を拡張するよう命じた。この地区には高官たちのネクロポリスが建設された。
記録によると、この地域にはバステト女神の礼拝堂や小聖堂もあった。この記録は、ブバスティスの信仰を奉ずる第22王朝の王達のモニュメントの存在と符合するように思われる。また、この地区では複数の葬祭殿が様々な新王国のファラオ達によって捧げられた。その機能はエジプト学者によってテーベのファラオ達が建てた数百万年の館と同様の物であるとされている。

### 王宮
マネトによれば、メンフィスには8つの王朝のファラオ達が王座を置いた。最初の王宮は第1王朝の創設者ナルメルの後継者アハによって建設された。彼はメンフィスに白い壁の要塞を築いた。エジプト人の記録は古王国の支配者達の宮殿について伝えており、その一部は著名なピラミッドの下に建設されている。それらの宮殿は庭園や湖で装飾された巨大な宮殿であった。他の資料はそれに加えて、トトメス1世によってメンフィスに建設された宮殿の存在を示している。それはトトメス4世の時代でもまだ機能していた。

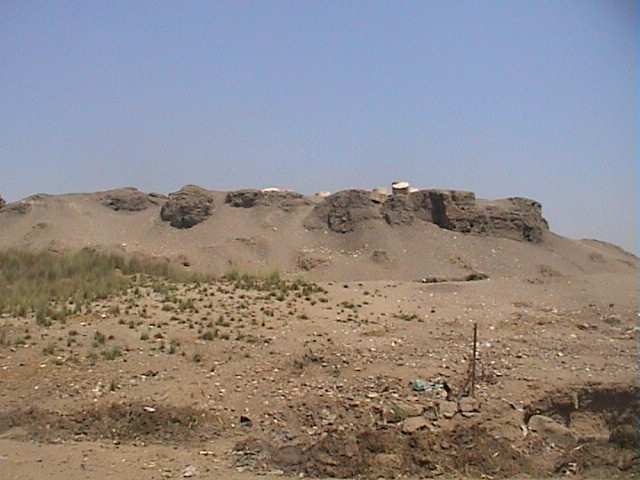
メンフィスを見下ろすアプリエスの宮殿の遺跡。

メルエンプタハは、彼の時代の公的文書によれば、新しい神殿と隣接した宮殿を囲う巨大な壁の建設を命じた。後のファラオ、アプリエスは、街を見下ろす豪華な宮殿を丘の上に持っていた。この宮殿は末期王朝時代に神殿の境内に建設された一連の建造物の一部であり、王宮、要塞、兵舎、武器庫を含んでいた。フリンダーズ・ピートリーはこの地区を調査し、重大な軍事活動の痕跡を発見した。

### その他の建造物
メンフィスの中央に位置する宮殿と神殿は、多くの職人の作業所や造兵廠、造船所があった街の別地区に取り巻かれていた。居住区画もあり、その中には外国人が住んでいたものもあった（最初はヒッタイト人とフェニキア人、後にはペルシア人、最後にギリシア人）。この都市は交易路の交差点に位置しており、それ故に地中海の様々な地域から輸入された商品が集積した。
古代の文書は市域の拡大が定期的に行われたことを示している。更に、何世紀にもわたりナイル川の流路が東に移っており、古い首都の東部域で新しく土地が占有されている証拠が見つかっている。メンフィスのこの地区はプタハ神殿の巨大な東門がそびえていた。

## 歴史記録と調査
メンフィスの遺跡は古代から有名であり、エジプト人と外国人による多くの古代史料で言及されている。各地で発見された外交記録は、同時代に地中海、中東、アフリカにあった様々な帝国とメンフィスがどのような通信を交わしていたかを詳らかにしている。それらの中にはバビロンの統治者やレバノンの様々な都市国家とメンフィスとの間の取引を詳述するアマルナ文書等がある。後のアッシリア王の布告の中では、メンフィスが征服地の1つとして挙げられている。

### 古代からの資料
紀元前1千年紀の後半以降、特にギリシアとの交易関係の発展に伴い、メンフィスは古代の歴史家たちによって詳細に言及されるようになった。交易商人を追ってエジプトを発見した旅行者達による記録は、メンフィスの栄光に満ちた過去を再構築するのに役立つ事が証明されている。主な古代の著者には以下のような人物がいる。
- ヘロドトス：ギリシア人の歴史家。彼は紀元前5世紀のアケメネス朝による第1次ペルシア支配時代にこの都市の記念碑を訪れ記録した[70]。
- シケリアのディオドロス：ギリシア人の歴史科。彼は紀元前1世紀にこの地を訪れ、プトレマイオス朝後の時代のこの都市の情報を提供している[71]。
- ストラボン、ヘレニズム時代の地理学者。彼は紀元前1世紀後半のローマによる征服の際にこの都市を訪問した[72]。

その後もこの都市はその他のラテンまたはギリシアの著作家によってしばしば言及されるが、スエトニウスのように都市の全体的な説明、またはその宗教の詳細を提供してくれることは稀である。アンミアヌス・マルケリヌスは特にアピスに対する崇拝に注意を払っている。メンフィスはその後のキリスト教時代には忘却の彼方へ放り込まれてしまい、その滅亡前後の状況についての記録はほとんど無い。
メンフィスについてアラブ人がエジプトを征服するまでの間の記録は無く、征服の時には既に廃墟となっていた。この時代を復元するための主要な記録は以下の物がある。
- アブド・アッラティーフ・アル＝バグダーディー（英語版）（Abd al-Latif al-Baghdadi）：バグダードの著名な地理学者。13世紀にエジプトを旅行し、この都市の遺跡についての記録を残した。
- アル＝マクリーズィー, 14世紀のエジプトの歴史家。この地を訪れ詳細を記録した。

### 初期の調査

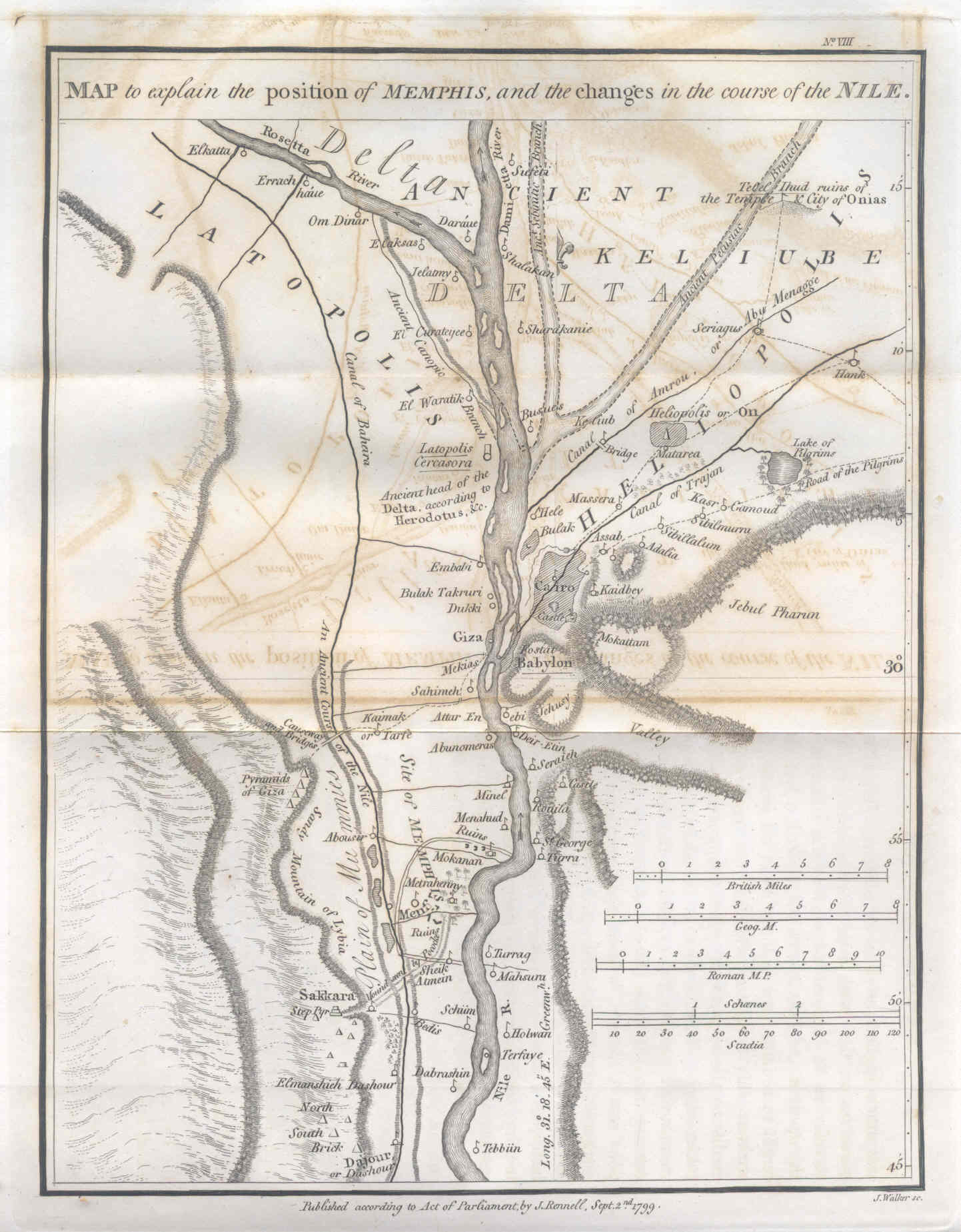
ジェームズ・レンネルのカイロとメンフィスの地図。1799年。ナイル川の流路変更が見て取れる。

1652年に、ジャン・ド・テヴノ（Jean de Thévenot）はエジプトを旅行し、この都市の場所と遺跡を特定し、ヨーロッパに伝わる古いアラブ人の著作家の記録を確かめた。その記述は簡潔であったが、考古学が発展した後にこの地の調査が可能になったのは、彼が端緒を開いたことによるものである。メンフィスでの考古学的調査の出発点は、1798年のナポレオン・ボナパルトによるエジプトへの大規模な侵攻であった。研究と探査によってテヴノの特定の正しさが確認され、その遺構の最初の調査はフランス軍に従軍した科学者達によって行われた。初めてメンフィスの位置を正確に表す地図が最初の科学的調査の成果として出版され、記念碑的な名著『エジプト誌（Description de l'Égypte）』に掲載された。

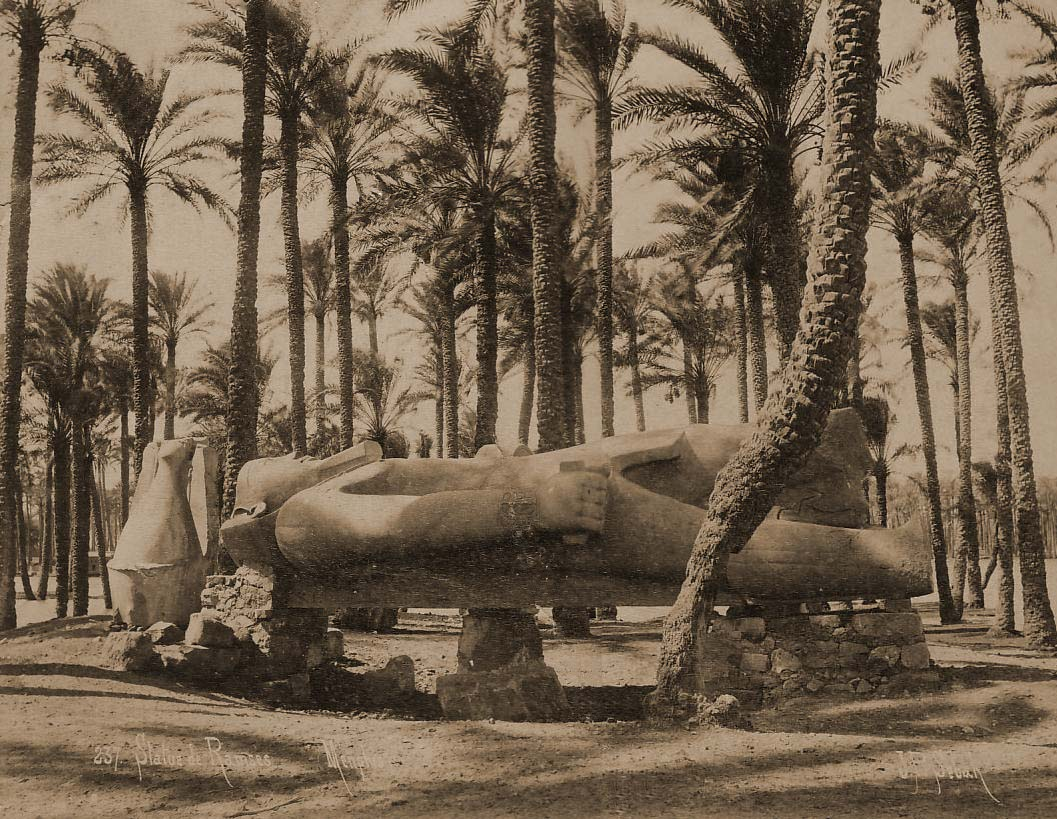
ラムセス2世像、メンフィスでジョセフ・ハケキヤン（Joseph Hekekyan）によって発見された。

### 19世紀
初期のフランスの探検隊は、19世紀から今日に至るまで数多の探検家、エジプト学者、主要な考古学機関によって行われたより深い調査の先鞭をつけた。この都市で行われた調査の部分的なリストは以下の通りである。
- この遺跡における最初の発掘は1820年にカヴィグリアとスローンによって行われた。彼らはラムセス2世の巨像が横たわっているのを発見した。それは今日博物館で展示されている。
- ジャン＝フランソワ・シャンポリオン：1828年から1830年までのエジプト旅行でメンフィスを通過した際に、カヴィグリアとスローンが発見した巨像について記録し、この地で若干の発掘を行い、碑文の多くを解読した。彼はより多くの時間を研究に費やす事を誓ったが、1832年の突然の死によって、その野心を成し遂げる事はできなかった[75]。
- カール・リヒャルト・レプシウス：プロイセンによる1842年の探検の際に遺跡を短期間調査し、将来の全ての調査と発掘の礎となる初めての詳細な地図を作製した[76]。
- イギリス支配の時代（英語版）（British era）のエジプトでは、ナイル川の氾濫を利用した体系的な農業技術の発達が、相当数の偶発的な考古学的発見をもたらした。発見された物の多くは、ロンドン（英語版）、パリ（英語版）、ベルリン、トリノの大博物館のためにこの国を旅行し、収集活動を行う著名なヨーロッパ人コレクターの手に渡ったであろう。

農作業に伴う偶発的な発見の1つが、1847年にミート・ラヒーナ村の近郊で農民がたまたま発見したローマ時代のミトラ神殿の一部である。
1852年から1854年まで、エジプト政府で働いていたジョセフ・ハケキヤンは、この地の地質学的調査を行い、コム・エル・ハンジール（Kom el-Khanzir プタハ大神殿の北東）で数多くの発見をした。この時発見されたアマルナ時代からのレリーフで飾られていたこれらの石は元々はメンフィスのアテン神殿に使われていたが、他のモニュメントの基礎を作るために再利用されていた。彼はまたピンク色の花崗岩で作られた巨大なラムセス2世像を発見した。
この溢れるような考古学的発見の数々は、結果的にはエジプトの地からこれらの文化財が絶え間なく流出するリスクを生み出した。1850年にサッカラを訪問したオギュスト・マリエットは、エジプトで考古学的文化財の調査と保護を担当する機関を作る必要性を認識した。彼は1859年にエジプト考古機関（Egyptian Antiquities Organisation/EAO）を創立した。そしてメンフィスで発掘調査を行い、初めてプタハ大神殿の痕跡を明らかにした。また、古王国の王達の彫像を発見した。

### 20世紀
イギリス人のエジプト学者、サー・ウィリアム・マシュー・フリンダーズ・ピートリーが1907年から1912年にかけて行った主だった発掘調査で、今日見られる遺跡の大部分が明らかにされた。この時の主な発見はプタハ神殿の列柱の間、ラムセス2世のピュロン、アラバスター製の大スフィンクス、アプリエス宮殿の大規模な都市北側の周壁が含まれる。彼はまた、サアメンのアメン神殿の遺構、メルエンプタハのプタハ神殿も発見している。彼の調査は第一次世界大戦で中断された。その後は、他の考古学者達に受け継がれ、この古代の都の忘れ去られたモニュメントを徐々に明らかにしている。
主要な発見の年表
- 1914-1921：ペンシルベニア大学によるメルエンプタハのプタハ神殿の発掘調査で、隣接する宮殿が発見された。
- 1942年：エジプト学者アフマド・バダウィの指揮によるEAOによる調査で、ラムセスの小さなプタハ神殿が発見され、第22王朝の王子シェションクの墓の礼拝堂も発見された[79]。
- 1950：エジプト学者ラビブ・ハバチ（英語版）（Labib Habachi）は、EAOの調査でセティ1世の礼拝堂を発見した。エジプト政府はピンク色のラムセス2世の巨像をカイロに遷すことを決定した。これは市内の鉄道のメインターミナル前に置かれ、続いてラムセス・スクエア（ミッダン・ラムセス, Midân Rameses）という名前の広場に置かれている。
- 1954：コム・エル・ファハリ（Kom el-Fakhri）で中王国時代の墓地を労働者が発見[80]。
- 1955-1957：ペンシルベニア大学による調査の際、ルドルフ・アンテスはラムセス2世のプタハ神殿を詳細に調査し、アピスの防腐処理を行う聖堂を発見した[81]。
- 1969：偶然、ハトホルの小神殿の礼拝堂が発見された[61]。
- 1970-1984： EAOによる調査でハトホルの小神殿の詳細が明らかにされた。指揮はアブドゥッラーフ・エル・サイード・マフムード（Abdullah el-Sayed Mahmud）と、フレイル・ガリ（Huleil Ghali）、カリム・アブ・シャナブ（Karim Abu Shanab）。
- 1980：アピスの防腐処理用礼拝堂の発掘でARCE（American Research Center in Egypt）が更に研究を進めた[82]。
- 1982：エジプト学者ジャロミア・マレックがラムセス2世のプタハ神殿で発見された記録の研究を行った[83]。
- 1970、1984-1990：ロンドンのEES（Egypt Exploration Society）による発掘。ラムセス2世の列柱の間とピュロンが更に発掘された。アメンホテプ2世の時代の年代記を持つ花崗岩のブロックを発見。プタハ大神官の墓地の発掘。サッカラ近郊のネクロポリスでの調査と重要な発掘[84]。
- 2003：EAO（現在の考古最高会議（Supreme Council of Antiquities））のハトホルの小神殿における再調査。
- 2003-2004：メンフィス北側の巨大な周壁におけるロシアとベルギーの合同発掘調査。

## 画像

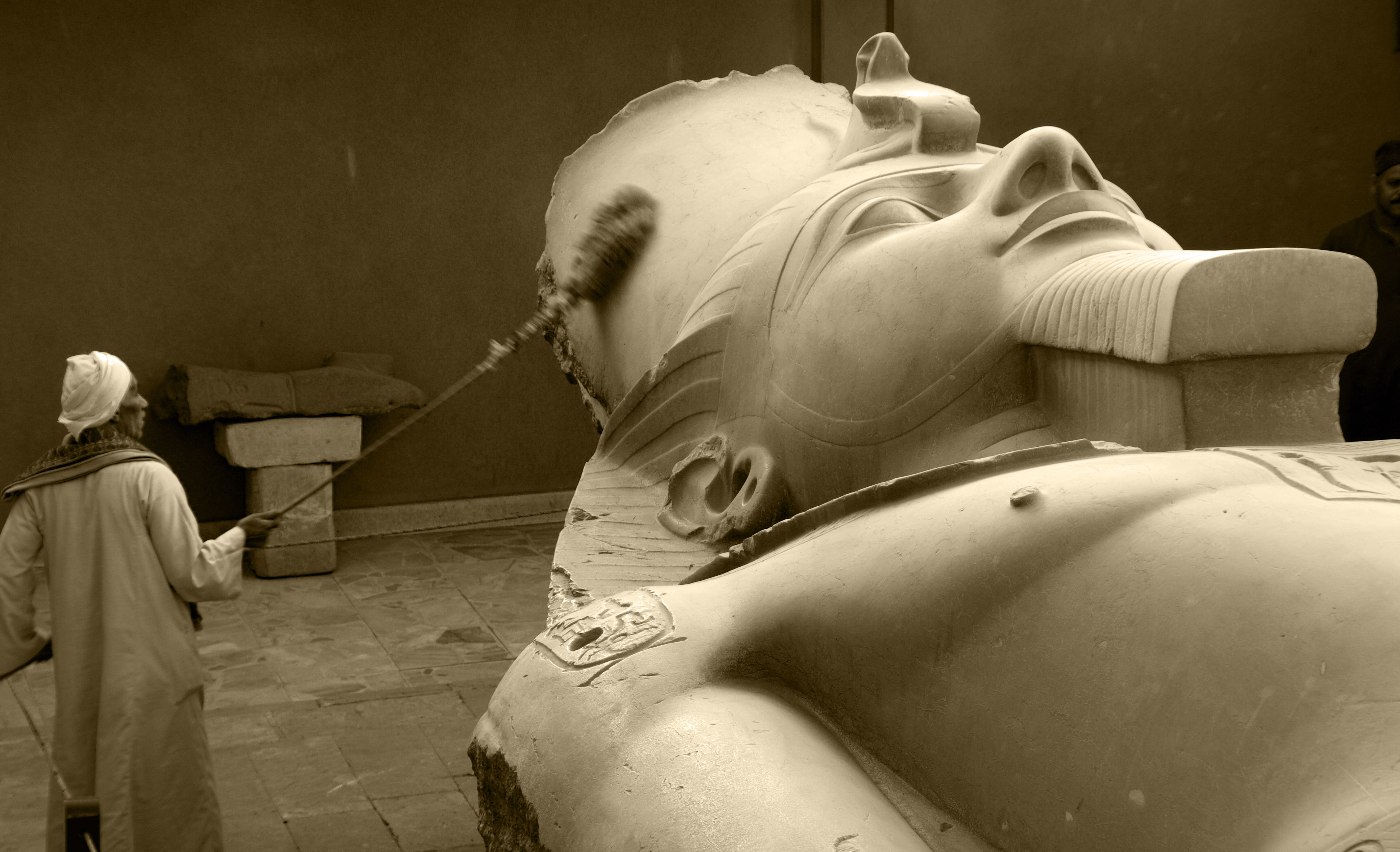
ラムセス2世 の巨像を清掃中の作業員。
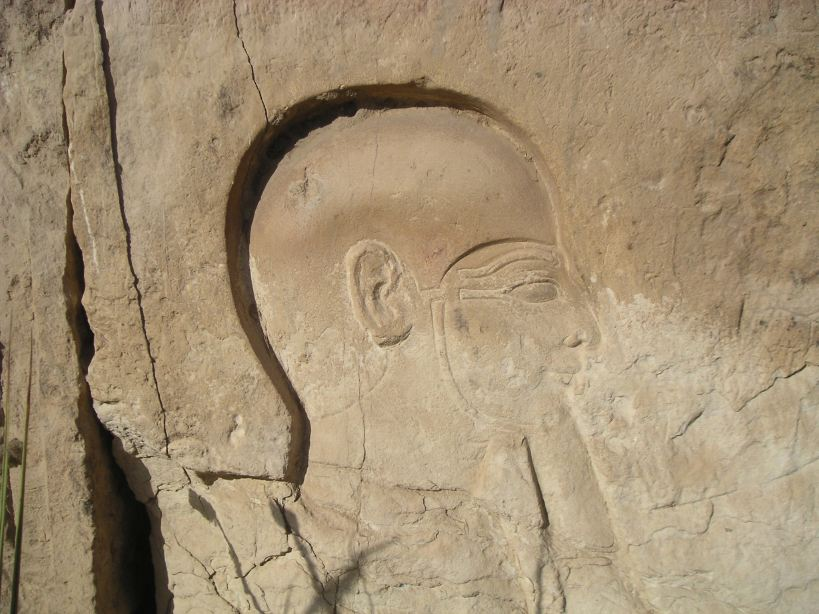
ハトホル神殿の壁にあるプタハの図像。
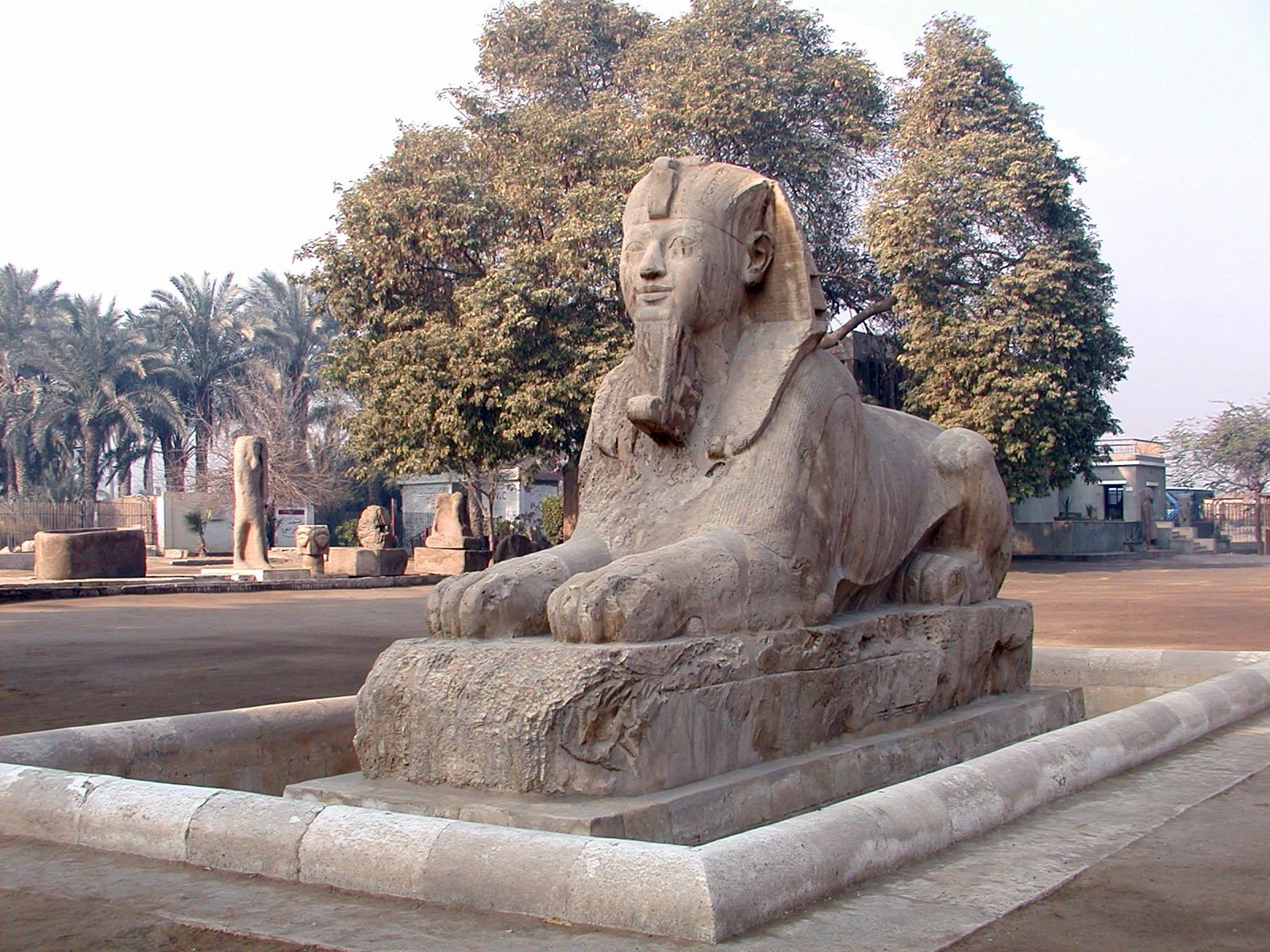
プタハ神殿の外で見つかったアラバスター製のスフィンクス。
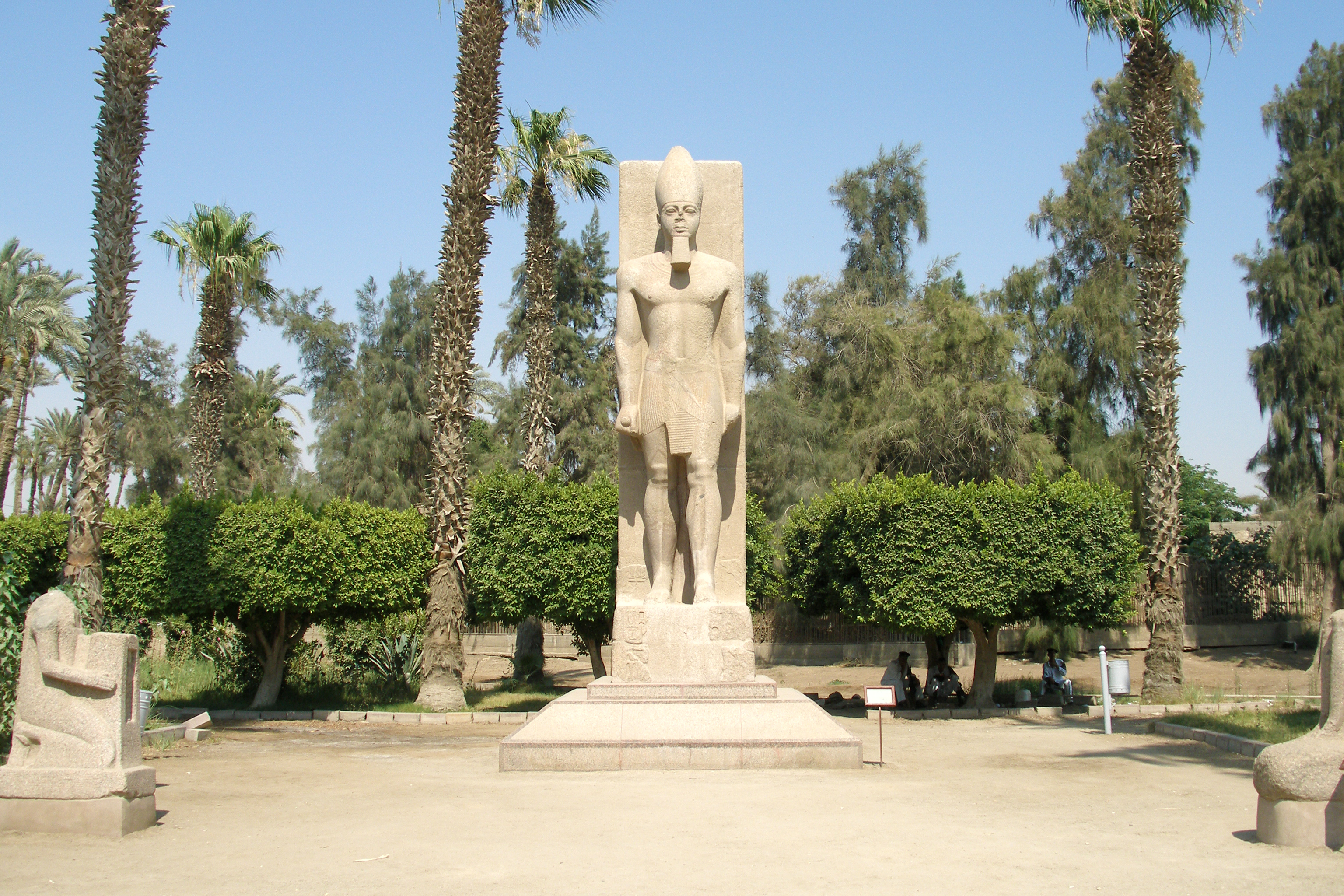
野外博物館のラムセス2世像。
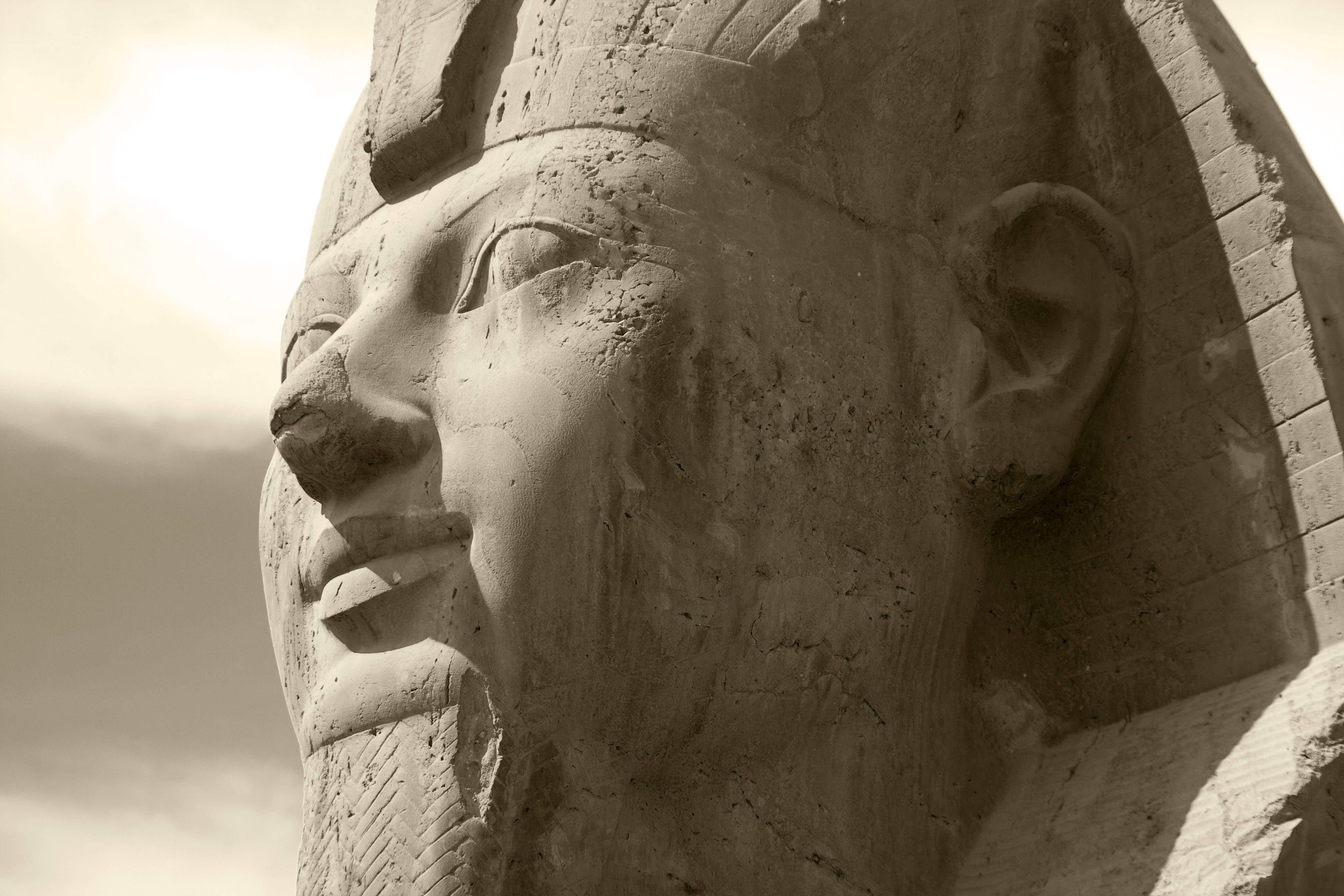
プタハ神殿外のスフィンクスのクローズアップ。
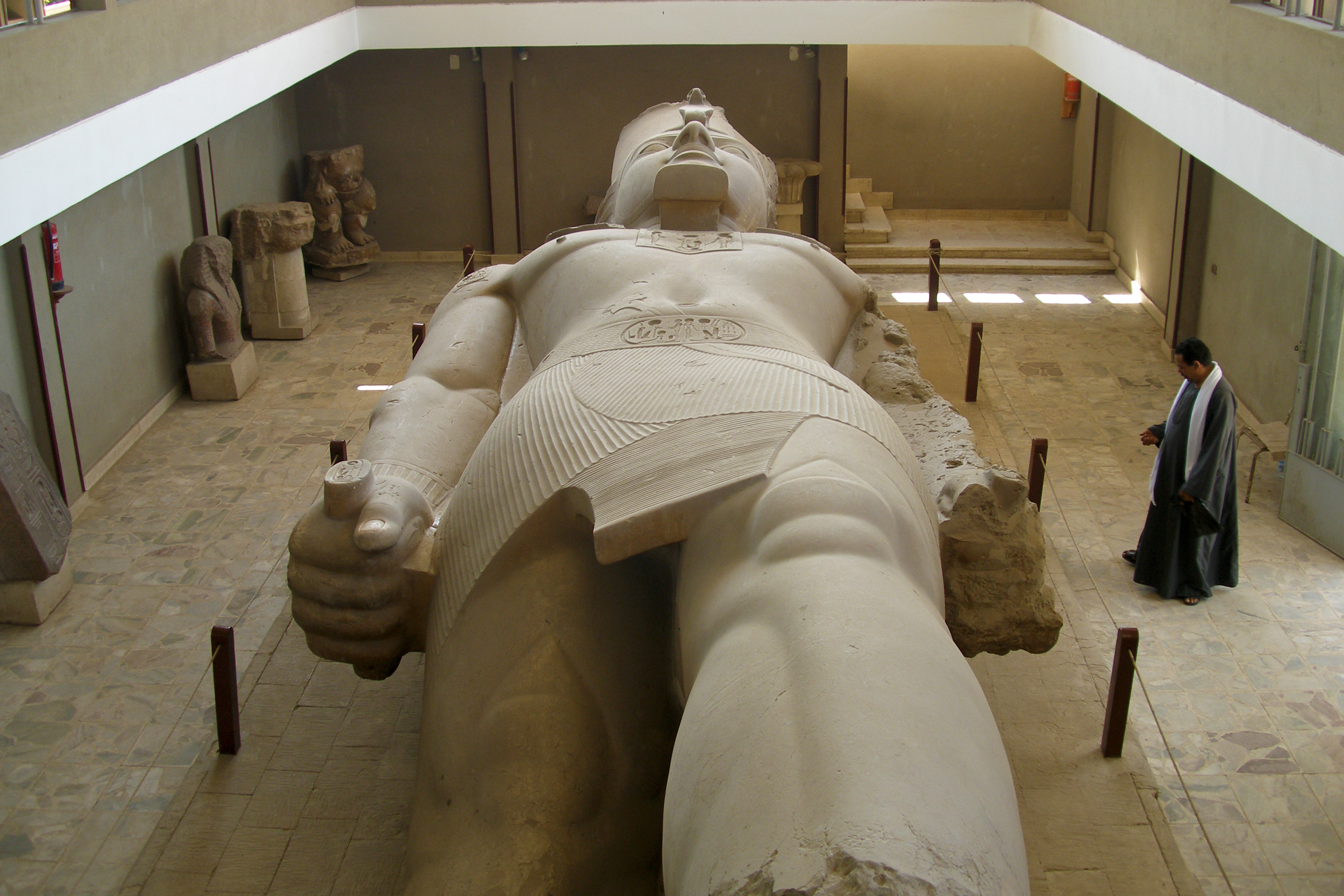
ラムセス2世像。